# Saran
Pour les articles homonymes, voir Saran (homonymie).
Pour les articles ayant des titres homophones, voir Sarran et Sarrant.
Saran est une commune française située dans la banlieue nord d'Orléans, dans le département du Loiret, en région Centre-Val de Loire.

## Géographie

### Localisation

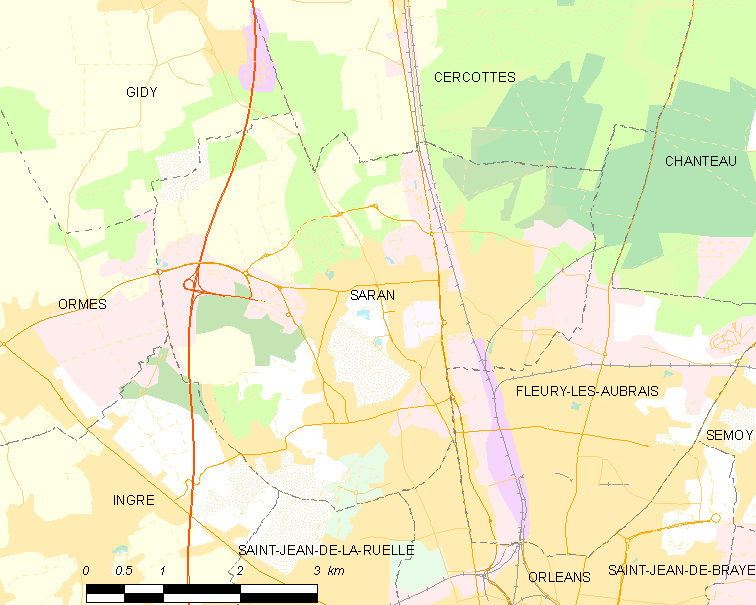
Carte de la commune de Saran et des communes limitrophes.

La commune de Saran se trouve dans le quadrant nord-ouest du département du Loiret, dans la région agricole du Val de Loire et l'aire urbaine d'Orléans. À vol d'oiseau, elle se situe à 5,6 km  d'Orléans, préfecture du département, et à 5,1 km d'Ingré, ancien chef-lieu du canton dont dépendait la commune avant mars 2015. La commune fait partie du bassin de vie d'Orléans.
Les communes les plus proches sont : Fleury-les-Aubrais (3,7 km), Cercottes (3,9 km), Saint-Jean-de-la-Ruelle (4,6 km), Ormes (4,7 km), Ingré (5,1 km), Gidy (5,4 km), Orléans (5,6 km), Semoy (5,7 km), Chanteau (7 km) et Saint-Pryvé-Saint-Mesmin (7,6 km).
| Gidy  | Cercottes               |                    |
| Ormes | Saran                   | Fleury-les-Aubrais |
| Ingré | Saint-Jean-de-la-Ruelle | Orléans            |

### Géologie et relief

#### Géologie et hydrogéologie

Carte géologique de la commune de Saran.
m3-p1SASo : Sables et argiles de Sologne (Langhien supérieur à Pliocène inférieur.)
m2MSO : Marnes et sables de l'Orléanais (Burdigalien)
m2MCO : Marnes et calcaires de l'Orléanais (Burdigalien)

La région d’Orléans se situe dans le sud du Bassin parisien, vaste cuvette composée d’un empilement de couches sédimentaires d’origines essentiellement détritiques (issus de l’érosion d’anciennes chaînes de montagnes) et carbonatées (précipitation de carbonate de calcium). Ces dépôts s'étagent du Trias (- 250 millions d’années) au Pliocène (- 23 millions d’années) et se font surtout en contexte marin, mais aussi en milieu lacustre. Les successions de périodes glaciaires et interglaciaires au Quaternaire aboutissent à la configuration géomorphologique actuelle : altération plus ou moins profonde des roches en place, terrasses alluviales anciennes perchées sur les plateaux et incision de la vallée actuelle de la Loire,.
Les calcaires de Beauce, qui constituent le socle du territoire communal, se forment à l'Aquitanien (de - 23 à - 20,5 millions d’années). Leur partie supérieure, les marnes et calcaires de l’Orléanais (m2MCO), occupe la partie centrale de la commune. Les marnes et sables de l’Orléanais (m2MSO), premiers dépôts burdigaliens (de – 20,44 à – 15,97 millions d'années) recouvrant les calcaires de Beauce, occupent la partie ouest de la commune. Ces sables sont essentiellement composés de grains de quartz émoussés, accompagnés de feldspaths kaolinisés et friables, de silex à patine noire et de graviers calcaires particulièrement fréquents à la base de la formation,. Cette formation est elle-même surmontée par les sables et argiles de Sologne (m3-p1SASO), datés du Langhien supérieur au Pliocène inférieur, une formation composée de sables (quartz gneissique ou granitique) argileux très grossiers à fins et de lentilles d’argile verte, pure ou sableuse, occupant une partie est de la commune.
Fragmentés et fissurés, les calcaires peuvent être le siège de phénomènes karstiques. Les circulations préférentielles d’eaux souterraines érodent ces calcaires en profondeur et entraînent la formation de dépressions, gouffre ou dolines. Les manifestations en surface de ces fragilités ne sont pas rares dans la région orléanaise. 39 cavités ont été inventoriées par le service régional Centre du BRGM sur la commune, en octobre 2003 : six gouffres et des dolines (dépressions circulaires ou elliptiques liée à l'activité karstique) et un gouffre.
Sur le plan de l'hydrogéologie, la lithologie des terrains de la commune permet le développement de plusieurs formations aquifères :
- des nappes superficielles perchées associées aux sables du Burdigalien, reposant sur des lentilles marneuses. Ces nappes alimentent des émergences temporaires et des puits de subsurface souvent taris en été. Ces nappes sont soumises à des variations importantes en fonction du volume des précipitations et n'ont guère d'intérêt économique ;
- la nappe des Calcaires de Beauce, qui s'étend sur plus de 7 500 km2 à cheval sur les bassins de la Seine et de la Loire. Cette nappe est libre au nord de la Loire, sur la majeure partie de la Beauce, mais peut devenir captive sous les formations argileuses du Burdigalien. Elle s'écoule généralement du nord vers le sud, c'est-à-dire vers la Loire, qui constitue son niveau de base. La nappe est libre sur la partie Ouest du territoire communal, puis captive sous les sables et argiles du Burdigalien, à l’est de la commune. La limite est approximativement la RD 2020.

#### Relief
La superficie de la commune est de 1 965 hectares. Le territoire communal est relativement plat puisque la dénivelée maximale est de 29 mètres. L'altitude du territoire varie en effet de 108 mètres, au sud de la commune au niveau du tripoint faisant limite séparative entre Saint-Jean-de-la-Ruelle, Fleury-les-Aubrais et Saran, à 137 mètres au nord-est de la commune, dans le quartier de l'Hôpitau,. L'inclinaison générale du relief est grossièrement nord-sud, sachant que la ligne de crête principale se situe au nord-est de la commune et dans un axe nord-ouest/sud-est. Le territoire est très légèrement incliné vers la Loire, particulièrement sur la partie Sud, bien que cette pente soit peu perceptible, la déclinaison la plus  sensible ayant lieu au sud de la Tangentielle. La présence de l'ancien aérodrome au cœur de la commune témoigne de son caractère extrêmement plat.

### Hydrographie

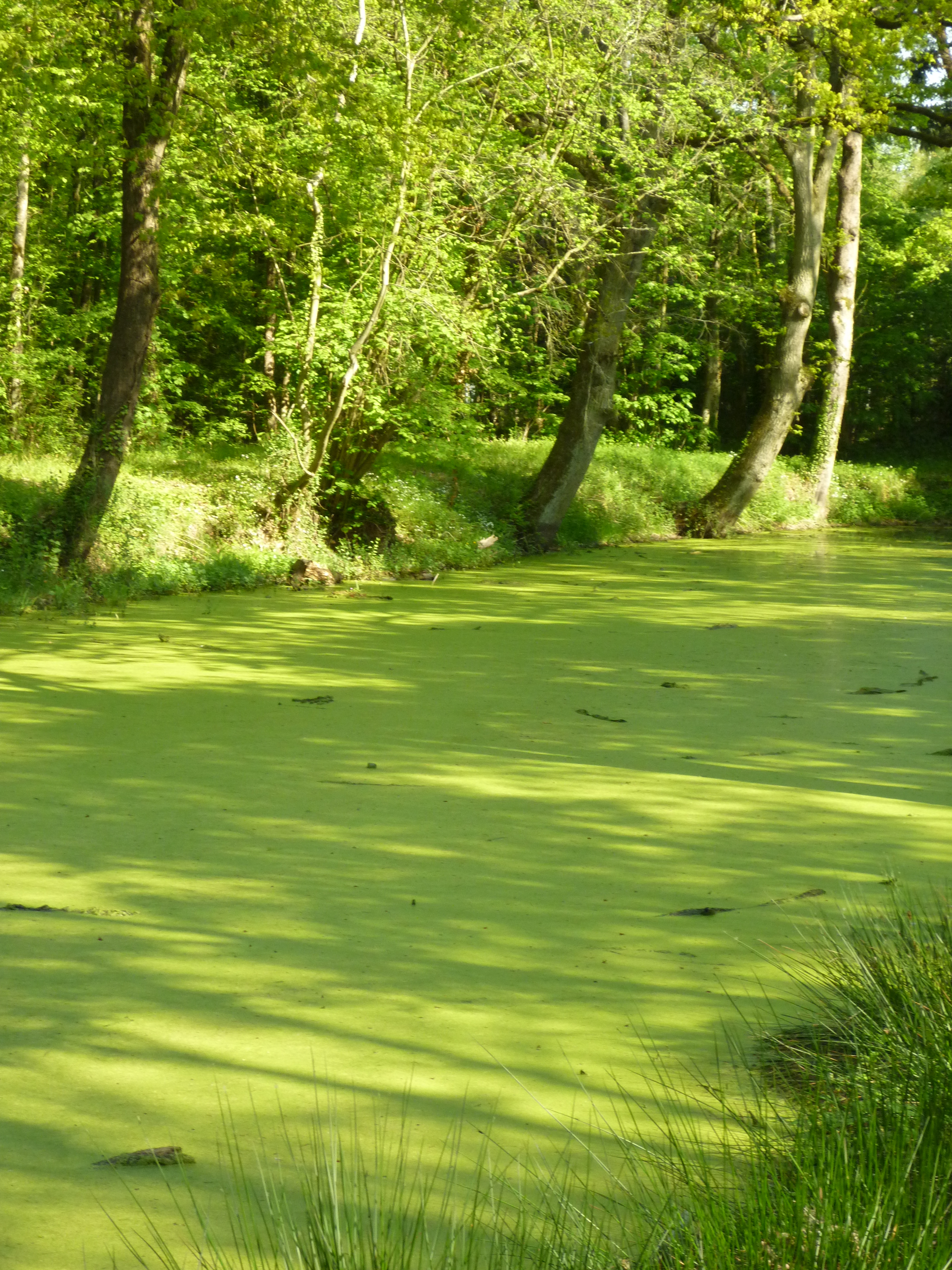
De nombreuses mares parsèment les bois de la commune, ici dans le quartier de la Fassière.

La ville est située dans le bassin versant de la Loire qui est administré par l'Agence de l'Eau Loire-Bretagne.
Aucun cours d'eau ne traverse la commune, cependant, le sol saranais est très imperméable notamment dans la partie nord de la commune avec le Bois de Sauceux (actuel parc du château de l'Étang) et la Forêt d'Orléans, des bassins artificiels ont été aménagés et agréablement arborés (les étangs du Château au Moyen Âge et le lac de la Médecinerie dans les années 1970). On trouve également de nombreuses mares dans les bois dont certaines sont asséchées quelques mois dans l'année.

### Climat
Pour des articles plus généraux, voir Climat du Centre-Val de Loire et Climat du Loiret.
En 2010, le climat de la commune est de type climat océanique dégradé des plaines du Centre et du Nord, selon une étude du CNRS s'appuyant sur une série de données couvrant la période 1971-2000. En 2020, Météo-France publie une typologie des climats de la France métropolitaine dans laquelle la commune est exposée à un climat océanique altéré et est dans la région climatique Moyenne vallée de la Loire, caractérisée par une bonne insolation (1 850 h/an) et un été peu pluvieux.
Pour la période 1971-2000, la température annuelle moyenne est de 10,9 °C, avec une amplitude thermique annuelle de 15,3 °C. Le cumul annuel moyen de précipitations est de 675 mm, avec 10,8 jours de précipitations en janvier et 7,4 jours en juillet. Pour la période 1991-2020, la température moyenne annuelle observée sur la station météorologique de Météo-France la plus proche, sur la commune de Fleury-les-Aubrais à 4 km à vol d'oiseau, est de 11,7 °C et le cumul annuel moyen de précipitations est de 728,8 mm,. Pour l'avenir, les paramètres climatiques de la commune estimés pour 2050 selon différents scénarios d'émission de gaz à effet de serre sont consultables sur un site dédié publié par Météo-France en novembre 2022.
| Mois                                  | jan.           | fév.             | mars           | avril         | mai           | juin         | jui.           | août          | sep.           | oct.            | nov.           | déc.             | année     |
| ------------------------------------- | -------------- | ---------------- | -------------- | ------------- | ------------- | ------------ | -------------- | ------------- | -------------- | --------------- | -------------- | ---------------- | --------- |
| Température minimale moyenne (°C)     | 1,4            | 0,9              | 3              | 5             | 8,7           | 11,9         | 13,8           | 13,5          | 10,2           | 7,8             | 4,2            | 1,9              | 6,9       |
| Température moyenne (°C)              | 4,3            | 4,8              | 7,9            | 10,6          | 14,3          | 17,7         | 19,9           | 19,8          | 16,1           | 12,3            | 7,6            | 4,8              | 11,7      |
| Température maximale moyenne (°C)     | 7,3            | 8,7              | 12,9           | 16,3          | 19,9          | 23,5         | 26             | 26,1          | 21,9           | 16,7            | 11             | 7,7              | 16,5      |
| Record de froid (°C) date du record   | −19 17.01.1985 | −13,8 07.02.1991 | −13,1 01.03.05 | −4,5 11.04.03 | −1 05.05.1979 | 0 05.06.1991 | 3,1 16.07.1984 | 4 26.08.1993  | 0,5 30.09.1988 | −4,6 21.10.10   | −11 23.11.1993 | −12,8 30.12.1985 | −19 1985  |
| Record de chaleur (°C) date du record | 17 30.01.02    | 22,2 27.02.19    | 24,5 16.03.12  | 29,7 30.04.05 | 32 27.05.05   | 38 29.06.19  | 41,5 25.07.19  | 40,4 10.08.03 | 35 15.09.1982  | 33,1 01.10.1985 | 24 01.11.14    | 19,4 16.12.1989  | 41,5 2019 |
| Précipitations (mm)                   | 59,4           | 55,3             | 51,5           | 52            | 74,6          | 52,9         | 58,1           | 58,4          | 56,3           | 66,8            | 68,6           | 74,9             | 728,8     |

## Urbanisme

### Typologie
Au 1er janvier 2024, Saran est catégorisée ceinture urbaine, selon la nouvelle grille communale de densité à sept niveaux définie par l'Insee en 2022.
Elle appartient à l'unité urbaine d'Orléans, une agglomération intra-départementale regroupant 19  communes, dont elle est une commune de la banlieue,,. Par ailleurs la commune fait partie de l'aire d'attraction d'Orléans, dont elle est une commune de la couronne,. Cette aire, qui regroupe 136 communes, est catégorisée dans les aires de 200 000 à moins de 700 000 habitants,.

### Occupation des sols
L'occupation des sols de la commune, telle qu'elle ressort de la base de données européenne d’occupation biophysique des sols Corine Land Cover (CLC), est marquée par l'importance des territoires artificialisés (57,6 % en 2018), en augmentation par rapport à 1990 (41,3 %). La répartition détaillée en 2018 est la suivante : 
zones urbanisées (28,3 %), zones industrielles ou commerciales et réseaux de communication (24,7 %), forêts (21,2 %), terres arables (14,5 %), zones agricoles hétérogènes (6,7 %), espaces verts artificialisés, non agricoles (3,2 %), mines, décharges et chantiers (1,3 %).
L'évolution de l’occupation des sols de la commune et de ses infrastructures peut être observée sur les différentes représentations cartographiques du territoire : la carte de Cassini (XVIIIe siècle), la carte d'état-major (1820-1866) et les cartes ou photos aériennes de l'IGN pour la période actuelle (1950 à aujourd'hui).

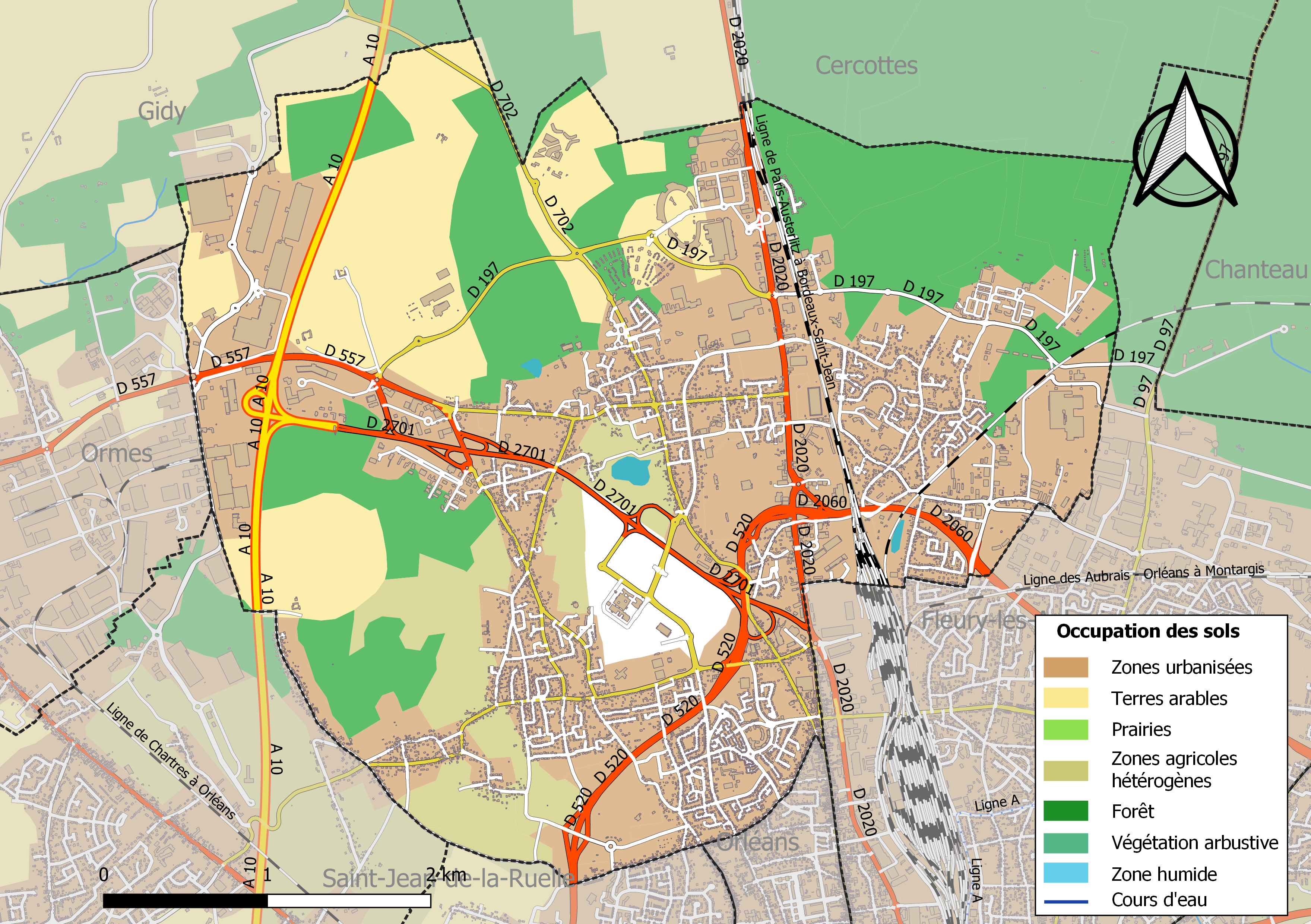
Carte des infrastructures et de l'occupation des sols de la commune en 2018 (CLC).
Carte orthophotographique de la commune en 2016.

### Morphologie urbaine

Carte schématique de Saran

Saran a une morphologie atypique. Coupée par les grands axes routiers (route nationale, rocade d'Orléans, autoroute et sa bretelle), la commune a également accueilli un aérodrome civil et militaire en plein cœur de son territoire. La ville a donc connu un développement après la seconde guerre mondiale par quartier. Il en ressort 3 grands pôles de quartier : le Bourg, le Chêne Maillard, le Vilpot-Sablonnières. Des quartiers anciens (Fassière-Toits) sont eux pour l'instant restés avec une faible densité.

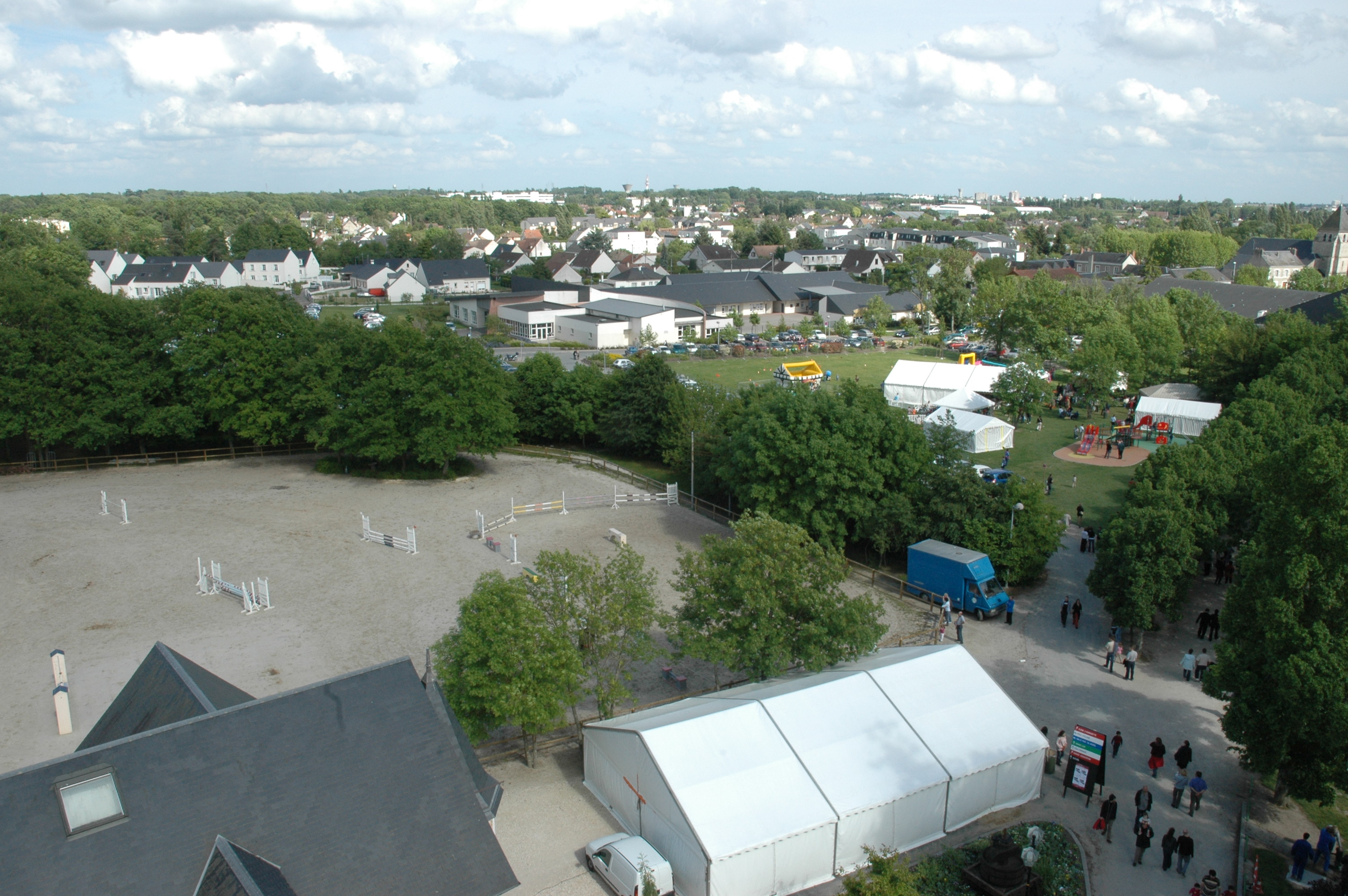
Vue en hauteur du Bourg de Saran. Immeubles, verdures et pavillons se côtoient.

Le type d'habitat sur la commune est très diversifié. On trouve notamment d'anciennes fermes reconverties en habitations parmi les maisons construites le long des axes routiers historiques. De nombreux lotissements de pavillons ont été construits au fur et à mesure des ventes de terrains privés ou lors d'opérations d'aménagements publics municipaux. L'urbanisation de certains quartiers s'est faite également par une densification à travers la construction d'immeubles privés et HLM groupés (quartier de la Tête-Noire par exemple). D'autres fois, ce sont des petits immeubles isolés qui ont été construits (ancienne route de Chartres, rue du Bourg, rue Nicole-Duclos). Finalement, la mixité sociale avec résidences privées, pavillons, logements sociaux est plutôt la tendance à Saran où il n'existe pas de quartiers sensibles du fait d'une forte concentration de logements sociaux dans un seul et même lieu mais plutôt une répartition sur l'ensemble du territoire.
Des zones d'activités essentiellement commerciales se sont développées naturellement le long de la route nationale 20 (actuelle D 2020). Les zones d'activités de Montaran à l'Est et de Pôle 45 à l'Ouest sont, elles, plus récentes et organisées selon un schéma d'aménagement.
L'agriculture subsiste dans le quart nord-ouest de la commune le long de l'autoroute A10 mais également au sud à proximité d'Ingré et Saint-Jean de la Ruelle.

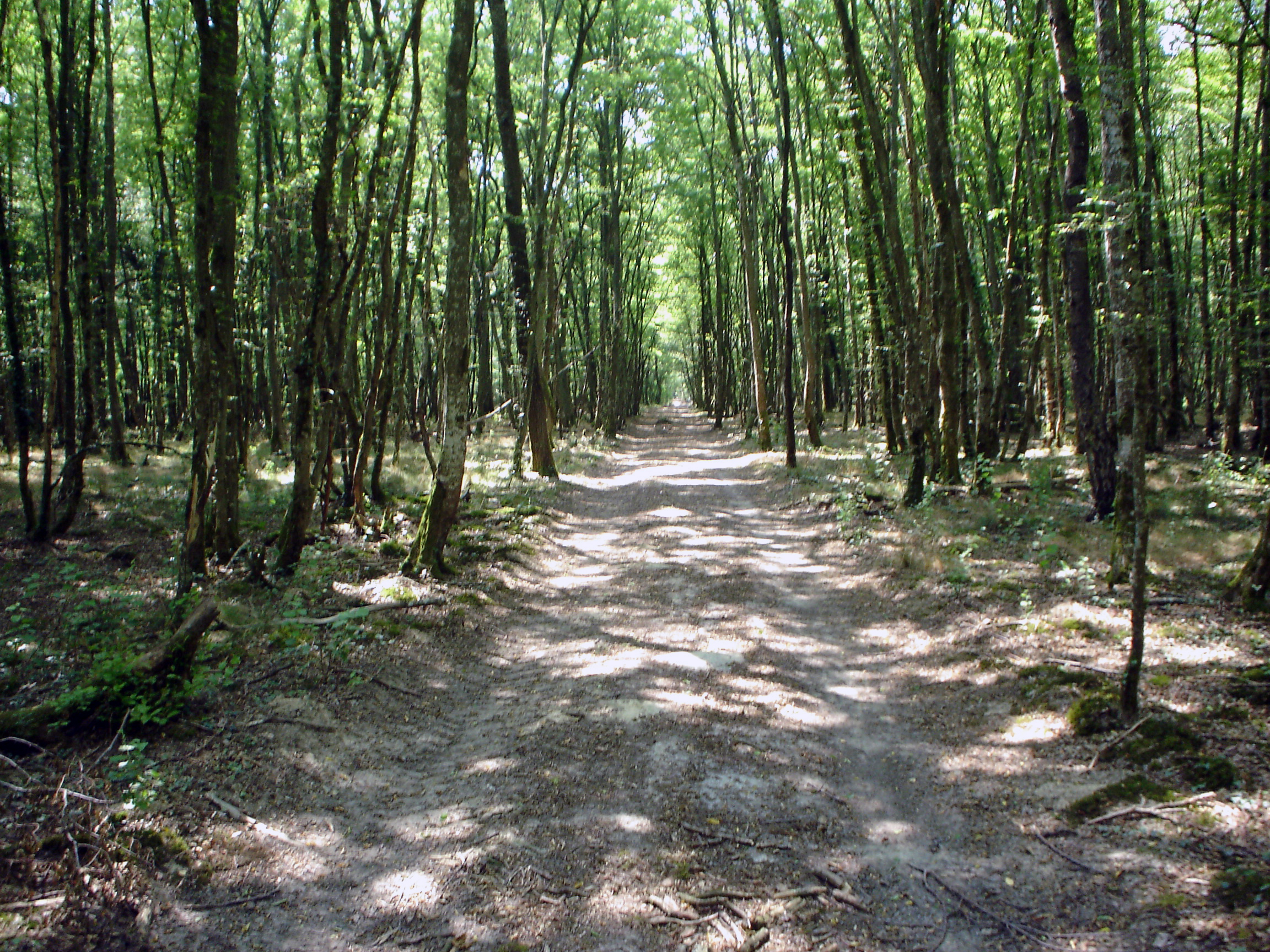
La Forêt d'Orléans, plus grande forêt domaniale de France s'étend en partie sur la commune de Saran

Les espaces verts naturels sont quant à eux essentiellement dans le quart Nord-Est de la commune avec la Forêt d'Orléans, au nord avec les bois du château de l'Étang, à l'Ouest avec la zone naturelle de la Fassière. Des squares et espaces verts ont été créés lors de l'urbanisation des quartiers. Dans les années 1970, à l'occasion d'aménagement d'un bassin de récupération des eaux pluviales, le parc de la Médecinerie est aménagé au centre-ville.

### Logement
En 2012, le nombre total de logements dans la commune était de 6 436, alors qu'il était de 5 607 en 1999.
Parmi ces logements, 95,8 % étaient des résidences principales, 0,3 % des résidences secondaires et 4 % des logements vacants. Ces logements étaient pour 71,1 % d'entre eux des maisons individuelles et pour 27,5 % des appartements.
Les propriétaires représentent 67,1 % des habitations. Les locataires représentent 31,7 % des habitations.
Le pourcentage de logements locatifs sociaux s'établit à 24,25 % au 1er janvier 2013.

### Voies de communication et transports

#### Axes routiers
La commune est traversée par de nombreux grands axes routiers sources de nuisances environnementales et sonores mais qui ont également contribué au développement économique de la commune.

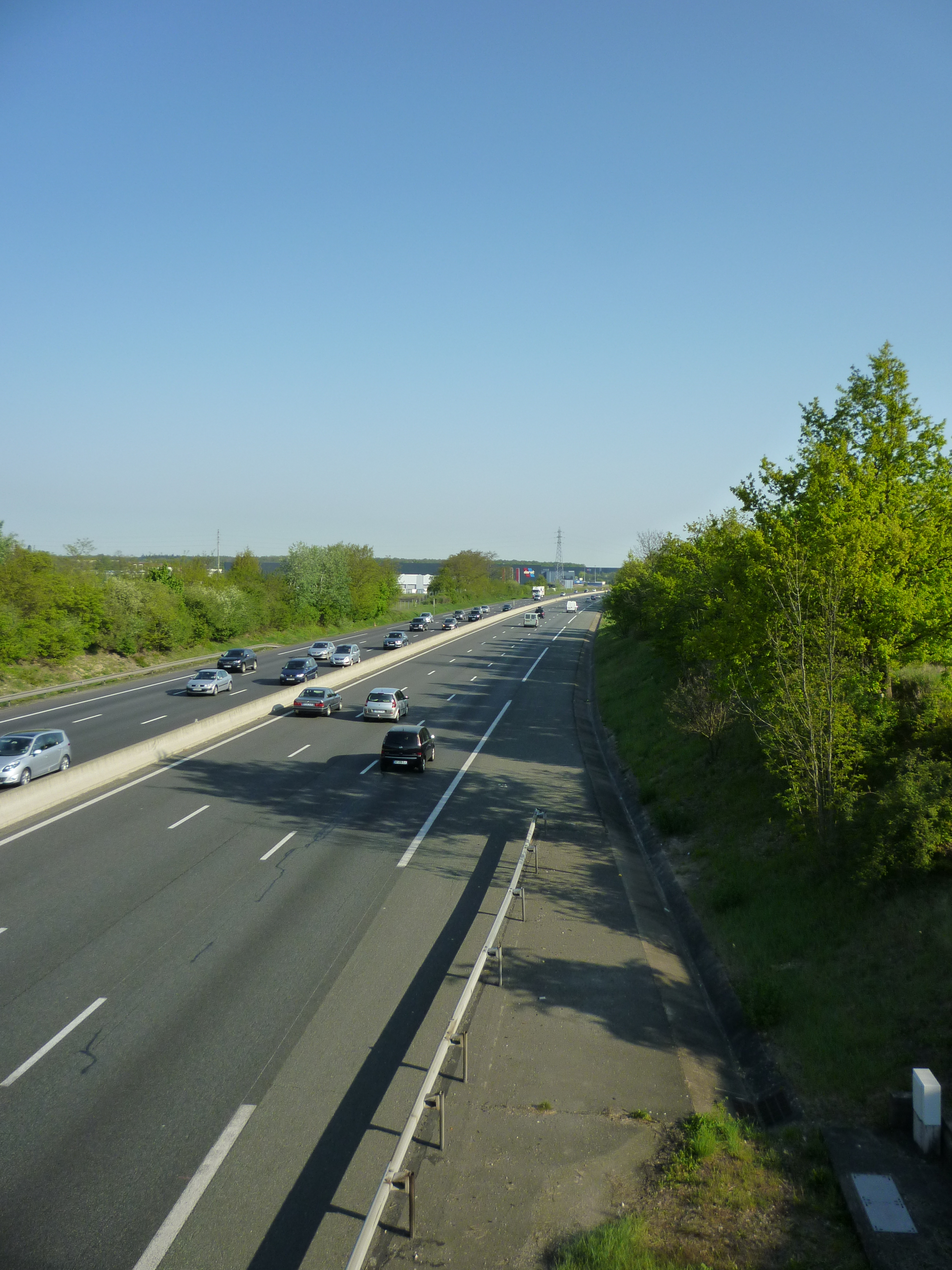
L'autoroute A10 au niveau de Saran

Sur la partie Ouest, l'autoroute A10 dite « l'Aquitaine » traverse la commune dans le sens Nord-Sud depuis 1973. Saran y accueille la sortie no 14 dite « Orléans-Nord ». Malgré son nom, l'aire de service Orléans-Saran dans le sens « Paris-Bordeaux » est située sur le territoire de la commune de Gidy.
Au niveau de la sortie de l'A10, on trouve l'ancienne bretelle A701 d'autoroute reclassée depuis 2006 route départementale 2701.
Elle rejoint l'ancienne route nationale 20 (aujourd'hui D 2020) qui traverse la commune du Nord au Sud. C'est l'axe le plus ancien de la commune rejoignant Paris à Orléans.
La rocade d'Orléans (D 2060), appelée Tangentielle, traverse la commune de l'Est au Sud.
Sorties :
- Sortie 03 : Saran, Cimetière des Ifs
- Sortie 04 : Saran, D602 Vilpot
- Échangeur entre D 2701 et Tangentielle d'Orléans vers l'autoroute A10
- Sortie 05 a : Saran, D 2020 Direction Orléans, zone d'activités de la RD 2020
- Sortie 05 b : Saran, D 2020, Direction Paris, Saran centre, centre commercial Saran nord - Cap Saran
- Sortie 06 : Saran, le Chêne Maillard, Zone d'activités de Montaran

#### Infrastructures ferroviaires
Au niveau du rail, la commune est traversée dans le sens Nord-Sud par la ligne SNCF Paris-Orléans mais ne possède pas de gare. La commune se trouve à proximité de la gare SNCF des Aubrais sur le territoire de Fleury-les-Aubrais.

#### Réseau cyclable
La commune possède un réseau de pistes cyclables créé essentiellement à l'occasion de nouvelles voiries ou de requalifications de voies routières suffisamment larges. Cependant, certains axes cyclables exclusivement existent comme le chemin de la Caillerette qui traverse le parc municipal des sports Roland-Rabartin, la piste cyclable de Montaran qui longe la voie de chemin de fer derrière le complexe cinéma Pathé, et la rue du Ran d'Abbas fermée à la circulation dans les années 1980 mais accessible aux cycles dans la partie Ouest de la commune.
Dans le domaine du loisir, les nombreux chemins en forêt d'Orléans sont accessibles aux cycles également.

#### Réseau de transport en commun

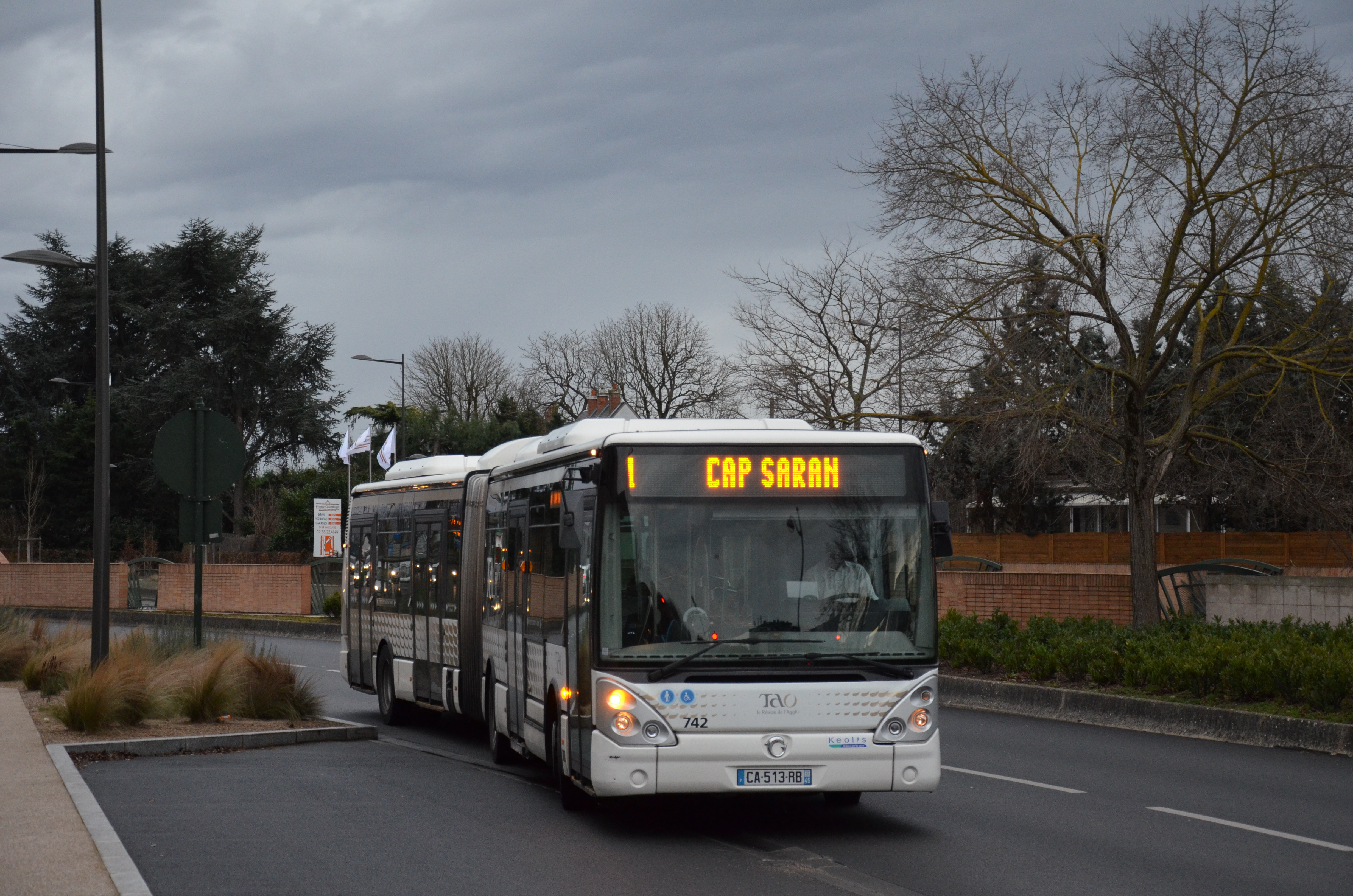
La commune est desservie par les bus du réseau TAO.

La commune est desservie par les transports de l'agglomération orléanaise (TAO), avec les lignes de bus 1, 5, 6, 11, 45 et la ligne scolaire 50. Une zone resa'TAO de transport à la demande (resa’nord) pour la desserte de la zone d'activité du Pôle 45.

### Projets d'aménagement
Plusieurs projets d'aménagement sont en cours ou à venir sur la commune.
Aménagement économique :
- L'aménagement de la zone d'activité de la Motte Pétrée

Aménagement mixte économique et habitat :
- La ré-urbanisation des friches de la Chatonnerie et de l'ancien site de Quelle le long de la D 2020 avec une mixité d'habitat, de zones commerciales et d'activités tertiaires
- L'aménagement de l'ancien aérodrome. Le site accueille déjà le Centre technique municipal de la mairie de Saran ainsi que le regroupement des cliniques privées de l'agglomération d'Orléans au Pôle Santé Oréliance et la clinique de soin de suite de la Cigogne. Une opération d'habitat, d'activités économiques tertiaires ainsi que l'accueil d'équipements publics encore à définir est prévu sur cette ZAC gérée par le Conseil départemental du Loiret avec la participation de la commune.
- Le réaménagement du centre-bourg. L'objectif affiché est de transformer le centre-bourg en centre-ville. Le projet prévoit une extension du centre-ville par la création d'une nouvelle voie reliant le quartier du bourg au parc des sports Roland-Rabartin ainsi qu'au parc de la Médecinerie. Un ensemble immobilier permettra d'accueillir les commerces de proximité existants qui sont des bâtiments vieillissants et de nouveaux logement. Un résidence senior verra le jour dans la partie sud du projet.
- Le domaine Saranea, projet privé proposé par l'aménageur Nexity au nord de la commune entre le quartier de la Tête Noire et le centre commercial Cap Saran. À terme, près de 400 logements sortiront de terre.

### Risques majeurs
La commune de Saran est vulnérable à différents aléas naturels : climatiques (hiver exceptionnel ou canicule), mouvements de terrains ou sismique (sismicité très faible). Elle est également exposée à deux risques technologiques : le risque industriel et le risque industriel.
Entre 1989 et 2019, treize arrêtés ministériels ayant porté reconnaissance de catastrophe naturelle ont été pris pour le territoire de la commune : sept  pour des inondations et coulées de boues et six pour des mouvements de terrains.

#### Risques naturels
Le territoire de la commune peut être concerné par un risque d'effondrement de cavités souterraines non connues. Une cartographie départementale de l'inventaire des cavités souterraines et des désordres de surface a été réalisée. Il a été recensé sur la commune plusieurs effondrements de cavités.
Par ailleurs, le sol du territoire communal peut faire l'objet de mouvements de terrain liés à la sècheresse. Le phénomène de retrait-gonflement des argiles est la conséquence d'un changement d'humidité des sols argileux. Les argiles sont capables de fixer l'eau disponible mais aussi de la perdre en se rétractant en cas de sècheresse. Ce phénomène peut provoquer des dégâts très importants sur les constructions (fissures, déformations des ouvertures) pouvant rendre inhabitables certains locaux. Celui-ci a particulièrement affecté le Loiret après la canicule de l'été 2003. Une grande partie du territoire de la commune est exposée à un aléa « fort » face à ce risque, selon l'échelle définie par le Bureau de recherches géologiques et minières (BRGM).
Depuis le 22 octobre 2010, la France dispose d’un nouveau zonage sismique divisant le territoire national en cinq zones de sismicité croissante. La commune, à l’instar de l’ensemble du département, est concernée par un risque très faible.

#### Risques technologiques
Dans le domaine des risques technologiques, la commune est concernée par un établissement classé "site SEVESO seuil haut" de par ses activités : la société Deret Transports. Cet établissement fait l’objet de l’élaboration d’un Plan de Prévention des Risques Technologiques approuvé par arrêté préfectoral
La commune est exposée au risque de transport de matières dangereuses, en raison du passage sur son territoire d'une canalisation de gaz, d'une ligne de transport ferroviaire et d'itinéraires routiers structurants supportant un fort trafic (l'autoroute A10 et la route départementale D2020),.

## Toponymie
- Gaufridus de Saram, 1155 (Cartulaire de Sainte-Croix d’Orléans, p. 147) ; Saran, 1239 (Archives Départementales du Loiret-G, cathédrale Sainte-Croix d’Orléans) ; De Saranno, 1321 (Cartulaire de Sainte-Croix d’Orléans, p. 540) ; De Seranno, 1321 (Cartulaire de Sainte-Croix d’Orléans, p. 540) ; De Sazanno, 1321 (Cartulaire de Sainte-Croix d’Orléans, p. 540) ; Saren, 1374 (Archives Départementales du Loiret-B 90, archives hospitalières, Hôtel-Dieu) ; De Sazenno, 1418 (Cartulaire de Sainte-Croix d’Orléans, p. 541) ; Saran, décembre 1468 (Archives Nationales-JJ 195, no 162, fol. 46) ; Saren, 1492 (Archives Départementales du Loiret-D 487) ; Saran, 1740 (B. M. d’Orléans, Ms 995, fol. 231) ; Saran, XVIIIe s. (Carte de Cassini)

Les variantes Sazannus ou Sazannum s'expliquent par stigmatisme.
- Sigeramnus ou Serannus, nom de personne d’origine germanique. Le a initial est dû à la prononciation ligérienne du e fermé qui prend la valeur a.

### Écarts et lieux-dits

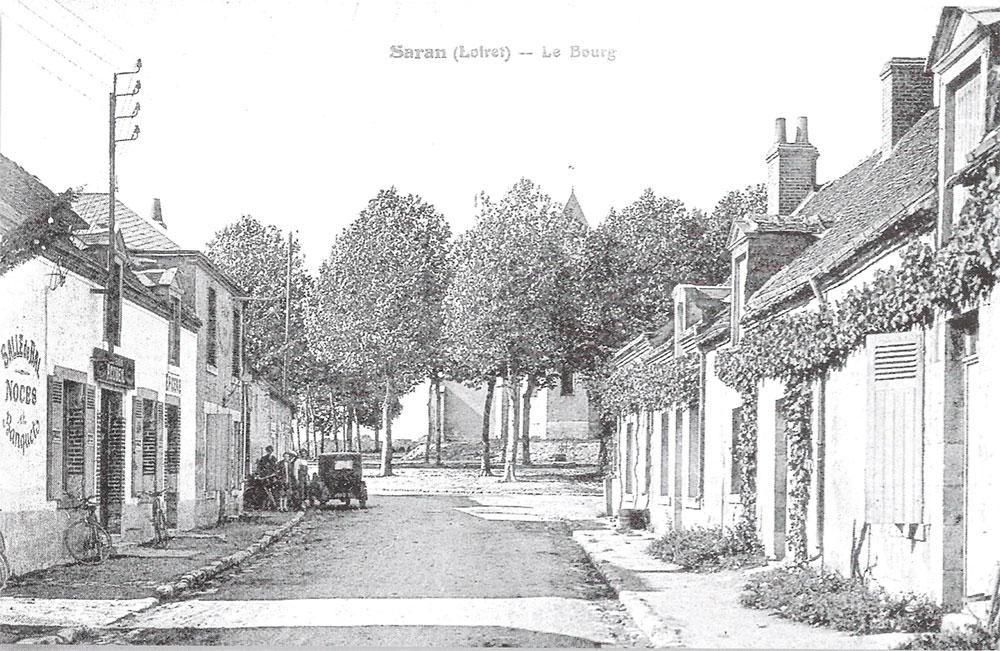
Vue ancienne de la rue du Bourg.

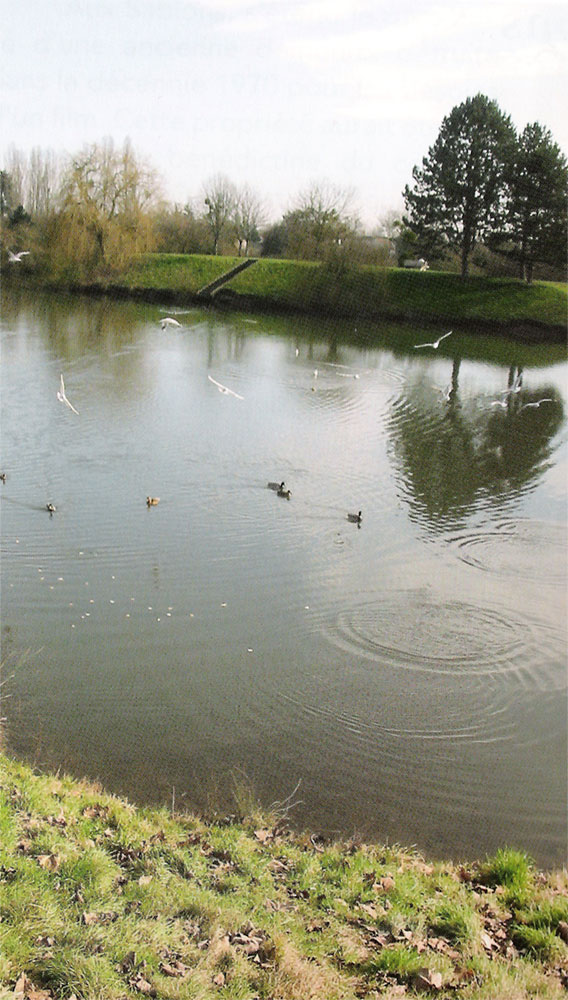
Lac de la Médecinerie.

- Les Bichardières : ferme, propriété ayant appartenu à l'origine à la famille Bichard ;
- le Bois Joly : Joly était à l'origine le propriétaire de ce bois ;
- les Bordes : lieu situé près des Aydes, fut agité par les évènements sanglants de 1870 ;
- les Brosses (signifie broussailles) ;
- les Bruères (déformation de bruyères) ;
- les Chimoutons, en cet endroit auraient été parqués les moutons en provenance de la Beauce ;
- la Chiperie, quartier habité par des chiffonniers, chipe en vieux français signifiant chiffon, guenille ;
- le Colombier : du latin columna qui veut dire borne ;
- l’épineux, ancien domaine forestier dont le défrichement commence vers 1820 pour faire place à l’agriculture, du latin spinosum, lieux couvert d'épines ;
- la Fosse aux Loups ;
- la Foulonnerie : terre à foulon servant au dégraissage des draps ;
- les Glaises ;
- l'Hopiteau, lieu donné en 1182 aux hospitaliers de Saint Jean de Jérusalem, ce lieu s'appelait auparavant Chugy ;
- la Justice, lieu où étaient élevés gibets, potences et fourches patibulaires où l'on exécutait les criminels ;
- le Kiosque, édifié à la fin du XVIIIe siècle, servait lors des vendanges ;
- Mesnil, exploitation de grande taille. Métairie, ferme exploitée par des ouvriers payant la redevance en nature ;
- Montaran, « Mon Aranus » en latin est le nom d'un moine nommé Aranus venu, à l'époque carolingienne, s'installer en ce lieu pour catéchiser les abords de la forêt d'Orléans ;
- Montjoie ;
- Orme au coin, à l'intersection de la rue de l'Orme au Coin et du chemin de Sary (aujourd'hui rue de la Pelleterie) existaient une mare et des ormes ;
- les Parrières ;
- Passe Debout ;
- Poterie, ancienne fabrique de pot ; Saint Aignan, ferme et terrains ayant appartenu jusqu'à la Révolution française aux chanoines du chapitre de Saint Aignan d'Orléans ;
- Sary ;
- la Tête Noire ;
- la Tuilerie ;
- le Veau ;
- le Chêne Maillard ;
- Villamblain, domaine rural ayant appartenu à la famille Amblain (ou Amblein) ;
- Vilpot, à l'origine Vilpeau, quartier situé près de la léproserie aux Aydes, les habitants appelaient les malades les « gens à vilaine peau » d'où l'appellation du lieu.

## Histoire
Des restes d'un atelier de poterie, datant du Moyen Âge, ont été retrouvés. Une occupation plus ancienne (âge du fer, période de Hallstatt, jusqu'au haut Moyen Âge) est attestée par des fouilles sur la ZAC des vergers.

### Révolution française et Empire

#### Nouvelle organisation territoriale
Le décret de l'Assemblée Nationale du 12 novembre 1789 décrète « il y aura une municipalité dans chaque ville, bourg, paroisse ou communauté de campagne ». En 1790, dans le cadre de la création des départements, le Loiret compte alors 367 municipalités, rattachées à 59 cantons et 7 districts. La municipalité de Saran est rattachée au canton de Gidy et au district d'Orléans. Le terme « commune », au sens de l’administration territoriale actuelle, est imposé par le décret de la Convention nationale du 10 brumaire an II (31 octobre 1793) : « La Convention nationale, sur la proposition d’un membre, décrète que toutes les dénominations de ville, bourg ou village sont supprimées et que celle de commune leur est substituée ». Ainsi la municipalité de Saran devient formellement « commune de Saran » en 1793.
Les cantons sont supprimés, en tant que découpage administratif, par une loi du 26 juin 1793, et ne conservent qu'un rôle électoral, permettant l’élection des électeurs du second degré chargés de désigner les députés,. La Constitution du 5 fructidor an III, appliquée à partir de vendémiaire an IV (1795) supprime les districts, considérés comme des rouages administratifs liés à la Terreur, mais maintient les cantons qui acquièrent dès lors plus d'importance en retrouvant une fonction administrative. Enfin, sous le Consulat, un redécoupage territorial visant à réduire le nombre de justices de paix ramène le nombre de cantons dans le Loiret de 58 à 31,. Saran est alors rattachée au canton Ingré et à l'Arrondissement d'Orléans par arrêté du 9 vendémiaire an X (1er octobre 1801),,. En 1806, la commune est rattachée au canton d'Orléans-Nord-Ouest, un canton nouveau formé entre autres des communes de l'ancien canton d'Ingré.
Cette organisation va rester inchangée jusqu'en 1973 où la commune est rattachée au canton de Fleury-les-Aubrais puis au nouveau canton d'Ingré en 1982.
De 1792 à 1844, la “Maison du Peuple” s’établit à la résidence du maire. Vers 1830, elle occupe un emplacement rue du Faubourg-Bannier. Projetée dès 1838, l’actuelle ancienne mairie est inaugurée en 1844.
Ce n'est qu'après la Seconde Guerre mondiale que Saran connaît une grande expansion.

### Époque contemporaine

#### Développement de la ville et de ses services publics
- 1955 : inauguration de la salle des fêtes,
- Années 1960 : branchements d’eau, d’assainissement, espaces verts,
- 1966 : ouverture du groupe scolaire des Sablonnières,
- 1970 : mise en service du lac de la Médecinerie pour l’absorption des eaux pluviales, construction de la salle du Lac, construction du bassin d’apprentissage de natation.
- 1973 : construction du groupe scolaire du Chêne-Maillard.
- À partir de 1977 les investissements les plus importants sont : le centre culturel Jacques-Brel ; le centre nautique ; le foyer résidence pour personnes âgées Georges-Brassens ; les travaux dans la Chapelle-Vieille : ouverture du Théâtre.
- Dans les années 1980, la ville continue son expansion et donc son évolution des services : inauguration du centre nautique ; reprise en régie de la ZAC du Vilpot ; achèvement de la zone pavillonnaire et ZAC des Champs Gareaux (quartier Est) ; création de la zone artisanale de Montaran ; le château de l’Étang, ancienne demeure bourgeoise achetée par la ville, après sa réfection en 1989, elle abrite le service culturel, des associations, et des expositions.
- Dans les années 1990-2000, la ville s’est dotée d’une nouvelle mairie, d’un dojo, d'une école élémentaire dans le quartier du Bourg, de vestiaires-tribunes du stade d’athlétisme, d'une halle des sports dans le complexe sportif du Bois-Joly. Le quartier du Bourg a été réaménagé, notamment place de la mairie, avec la destruction de l’ancienne école élémentaire. Le terrain de football synthétique vient s'ajouter au complexe sportif renommé à l'occasion Parc municipal des sports Roland-Rabartin. Le centre technique municipal sur l'ancien aérodrome ;  la coulée verte du château de l'Étang à l'ancien aérodrome en passant par le lac de la Médecinerie ; la nouvelle voie entre le rond-point rue de la Tuilerie/route nationale 20 jusqu'à l'Usine de Traitement des Ordures Ménagères (Utom) en passant par l'Ancienne Route de Chartres ; l'aménagement de l'Ancien aérodrome ; un centre pénitentiaire à l'extrémité nord de la commune, à la limite de Cercottes.
- 2013 : en juillet, inauguration d'un nouveau pôle santé, avec un service d'urgences[50].

## Politique et administration

### Découpage territorial
La commune de Saran est membre de l'intercommunalité Orléans Métropole, un établissement public de coopération intercommunale (EPCI) à fiscalité propre créé le 1er janvier 2002 dont le siège est à Orléans. Ce dernier est par ailleurs membre d'autres groupements intercommunaux qui sont, en 2020, le Syndicat mixte aménagement desserte aérienne de l'Ouest du Loiret (SMAEDAOL), le Syndicat mixte des bassins versants de la Bionne et du Cens et le Syndicat mixte d'améngament hydraulique (SMAH) du bassin de la Retrêve et de son affluent le ruisseau du Renard.
Sur le plan administratif, elle est rattachée à l'arrondissement d'Orléans, au département du Loiret et à la région Centre-Val de Loire. Sur le plan électoral, elle dépend du  canton d'Orléans-3 pour l'élection des conseillers départementaux, depuis le redécoupage cantonal de 2014 entré en vigueur en 2015, et de la deuxième circonscription du Loiret  pour les élections législatives, depuis le dernier découpage électoral de 2010.

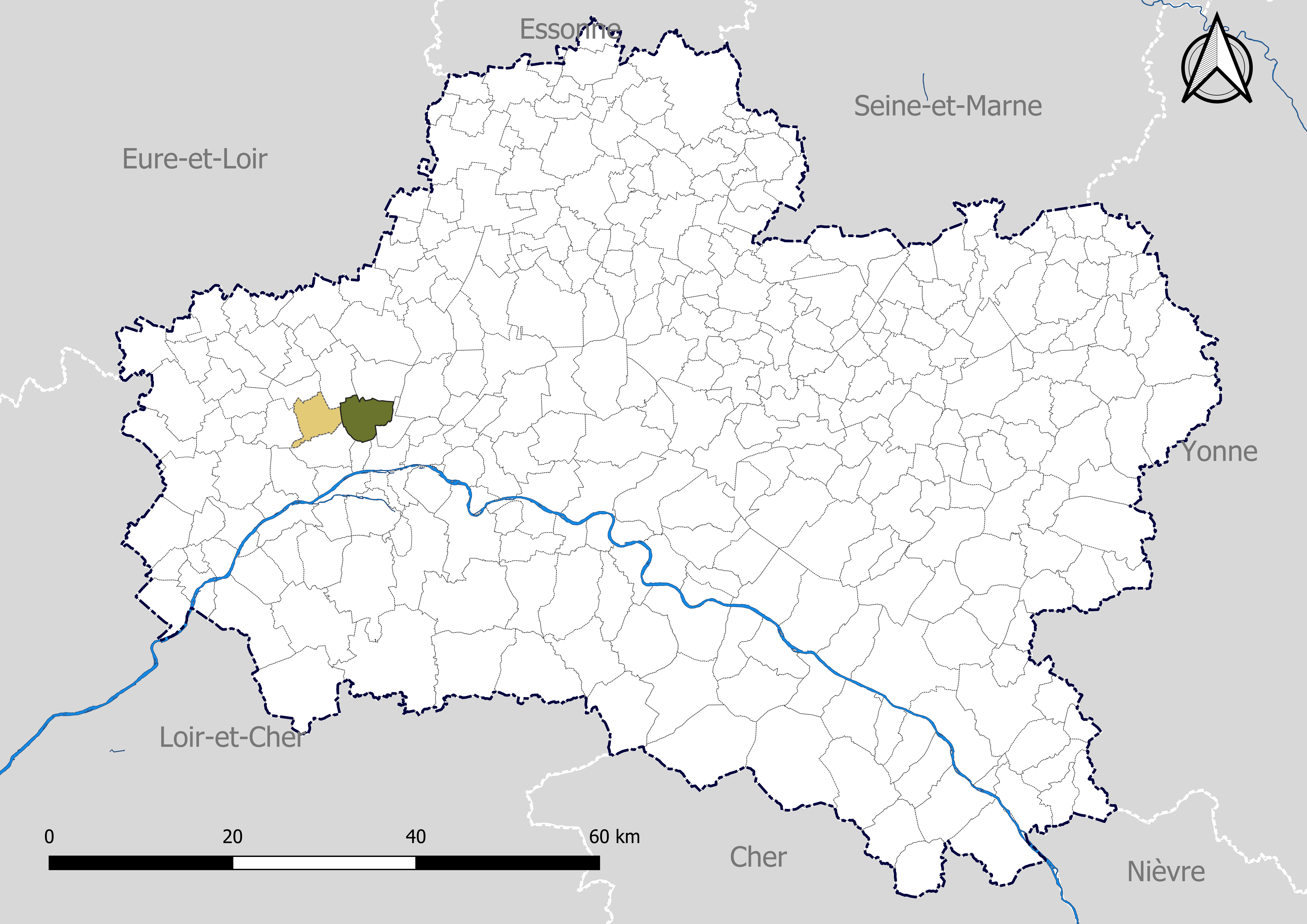
Saran dans le canton d'Orléans-3 en 2020.
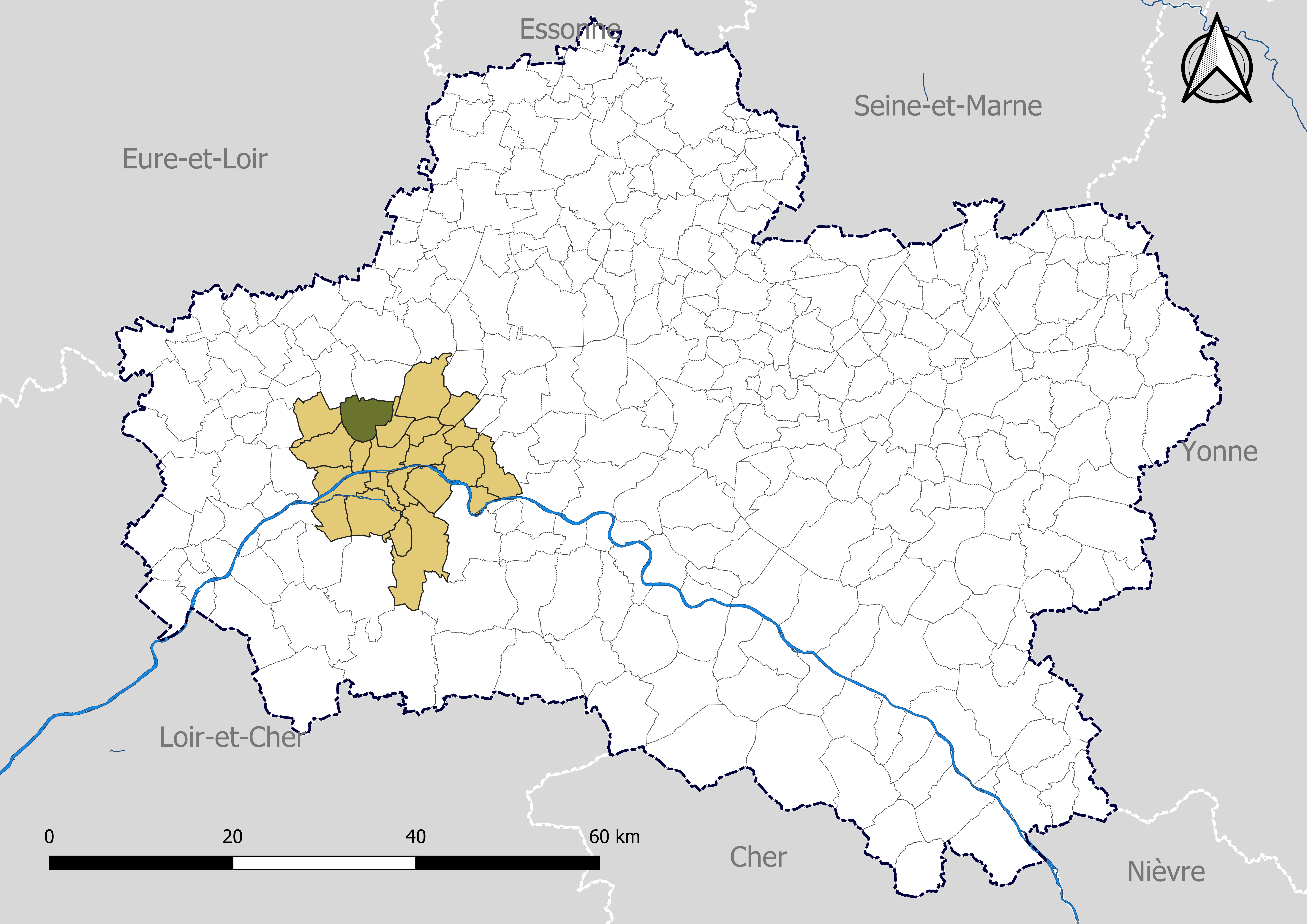
Saran dans Orléans Métropole en 2020.
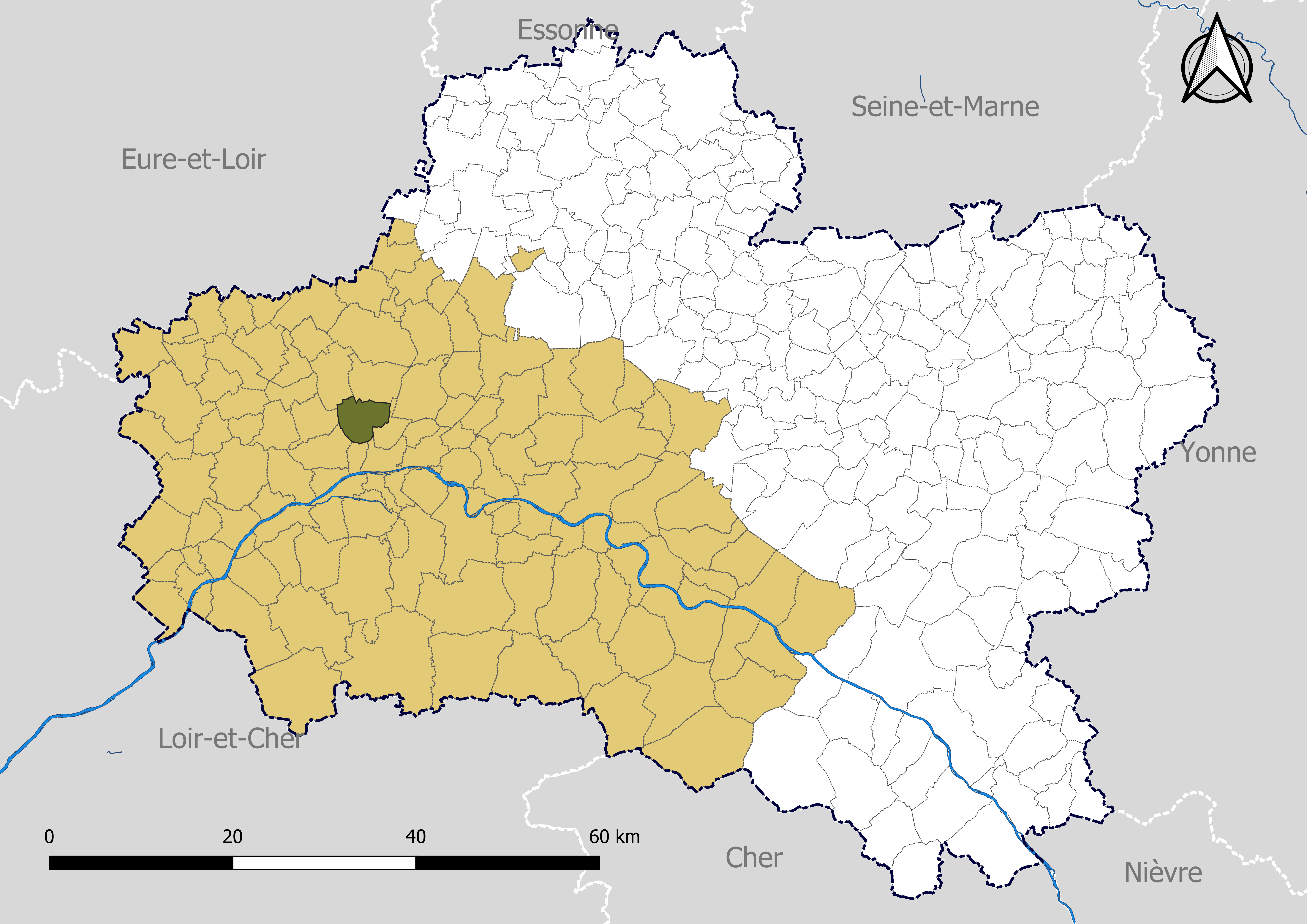
Saran dans l'arrondissement d'Orléans en 2020.

### Politique et administration municipales

#### Conseil municipal et maire
Depuis les élections municipales de 2014, le conseil municipal de Saran, commune de plus de 1 000 habitants, est élu au scrutin proportionnel de liste à deux tours (sans aucune modification possible de la liste), pour un mandat de six ans renouvelable. Le conseil municipal est composé de 38 élus. L'exécutif communal est constitué par le maire, élu par le conseil municipal, parmi ses membres, pour un mandat de six ans, c'est-à-dire pour la durée du mandat du conseil.
La commune à tradition ouvrière vote majoritairement à gauche aux élections locales et suit plutôt la tendance aux élections nationales. Le parti communiste y est très présent et dirige la commune depuis 1977 avec Michel Guérin, son maire emblématique jusqu'en 2010, puis Maryvonne Hautin jusqu'en 2024.
Depuis 2020, le conseil municipal est composé de deux groupes politiques issus des deux listes présentées aux élections municipales :
- Continuons avec Vous pour Saran (groupe majoritaire à tendance communiste – Front de Gauche et EELV) : 33 élus
- Mon parti c'est Saran (groupe d'opposition de droite) : 5 élus[56]

### Labellisations
- Ville fleurie : trois fleurs attribuées par le Conseil National des Villes et Villages Fleuris de France au Concours des villes et villages fleuris[61].
- Ville internet : quatre arobase attribuées par l'association Villes Internet en 2015[62].

### Finances publiques
Les taux d'imposition de la commune depuis 2010 sont fixés à :
- Taxe d'habitation : 16,02 % ;
- Taxe sur le Foncier bâti : 29,70 % ;
- Taxe sur le Foncier non bâti : 69,48 %.

### International
- Bauta (Cuba). Partenariat.

## Équipements et services publics

### Santé
On trouve sur le territoire saranais une polyclinique issue du regroupement de cliniques privées de l'agglomération orléanaise : Oréliance. Cette polyclinique propose un service d'urgences polyvalentes, d'urgences cardiaques, d'urgences maternité et d'urgences chirurgicales spécialisées dans la main (SOS Mains).

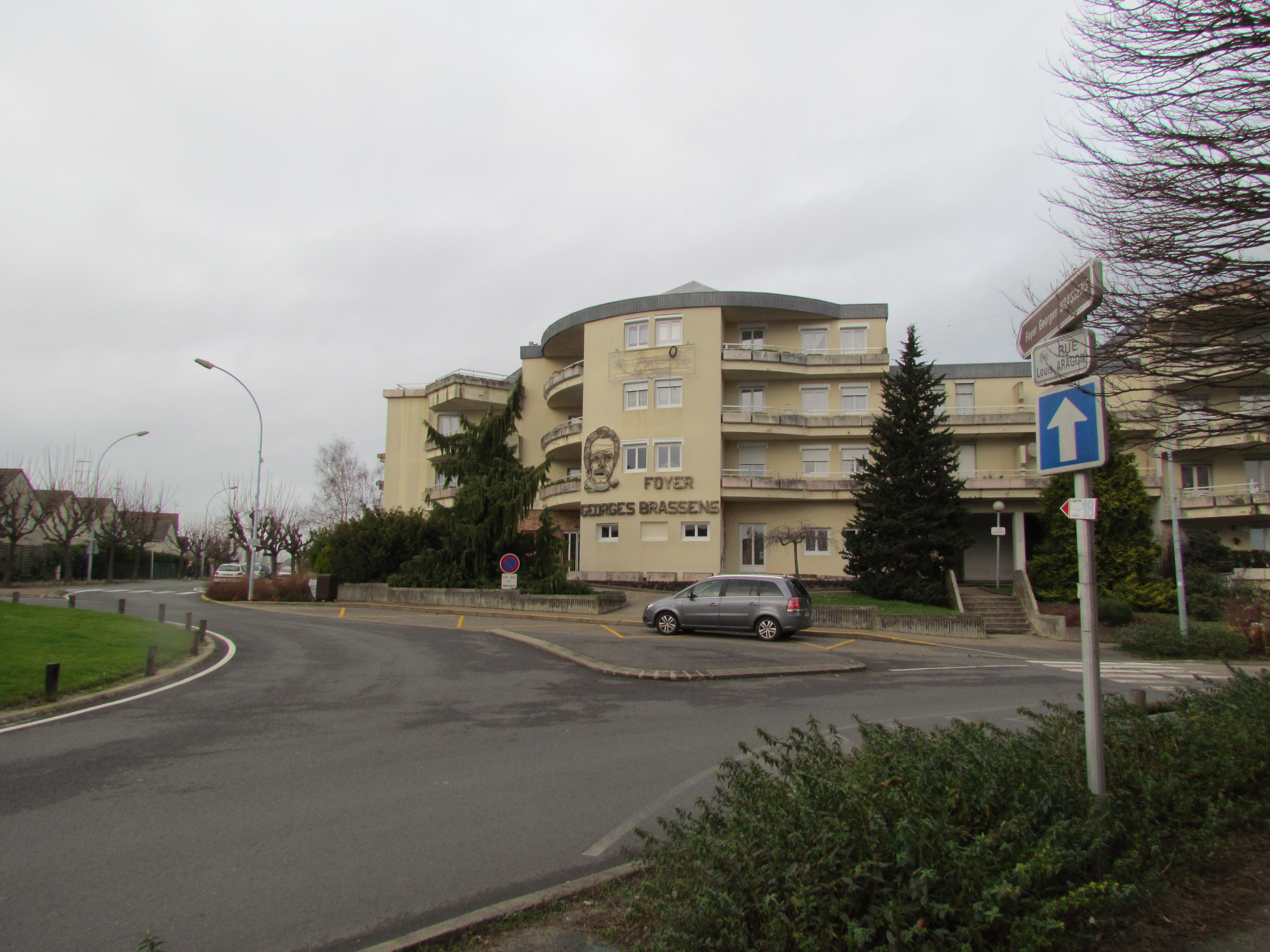
Le Foyer Georges-Brassens, résidence seniors municipale

À proximité de ce pôle santé, on trouve la clinique de soins de suite de la Cigogne, ainsi que le centre de cure médicale du CHRO (Ehpad et USLD). Les séniors peuvent également être accueillis au foyer Georges-Brassens, un foyer-résidence non-médicalisé géré par la mairie de Saran. Une résidence-sénior avec service est en projet dans le cadre du réaménagement du centre-ville.
La commune possède de nombreux médecins généralistes ainsi que des professionnels médicaux et paramédicaux (dentistes, infirmiers, ostéopathes, orthophonistes, podologues...) et 5 pharmacies. Afin d'anticiper la pénurie de médecins avec les prochains départs en retraites de certains généralistes, la commune de Saran a préempté le cabinet médical des Sablonnières et souhaite créer une maison médicale.
L'Hôpital public le plus proche est le CHRO situé à Orléans la Source (25 minutes).
Au niveau des établissements spécialisés, on trouve à Saran un Esat, un Foyer d'Accueil Médicalisé pour adultes autistes, un Sessad pour enfants autistes et un foyer de vie pour adultes handicapés mentaux.

### Équipements sportifs et de loisirs
La commune possède de nombreux équipements sportifs publics et privés.

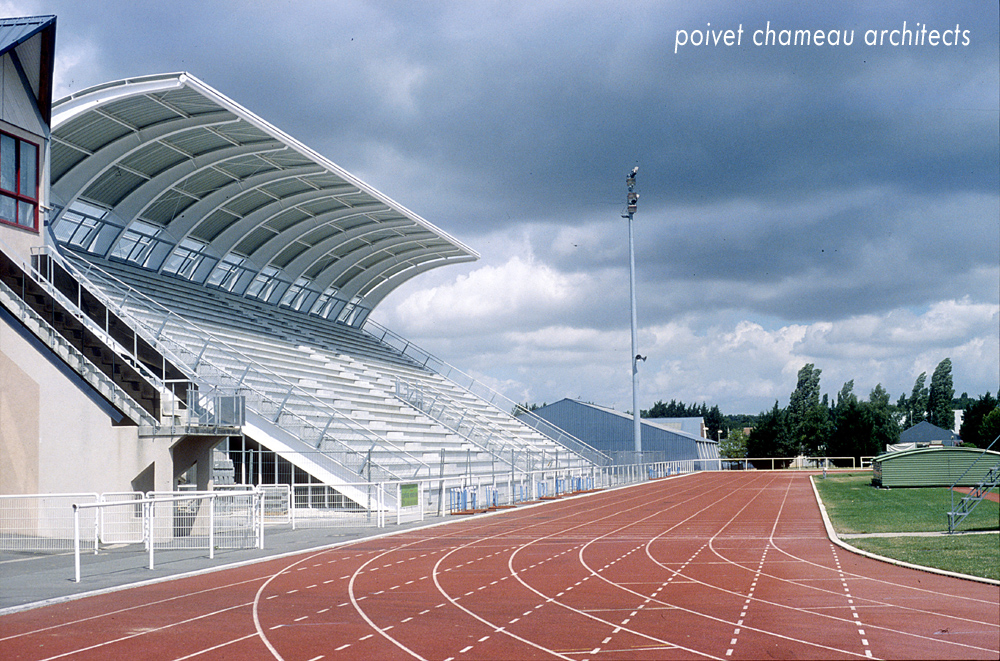
Les vestiaires-tribunes du stade d'athlétisme Colette-Besson

Au niveau des équipements publics, la majorité sont regroupés au Parc municipal des Sports Roland-Rabartin. Tous sont municipaux : stade d'athlétisme Colette-Besson, centre nautique « La Grande Planche », stade de football du Bois-Joly, halle des sports du Bois-Joly, dojo, courts de tennis couverts, courts de tennis extérieurs, gymnase Jean-Landré, terrain de football synthétique, skate-park, parcours sportif, pas de tir à l'arc, divers terrains de sports extérieurs (football, basket…).
D'autres équipements publics municipaux sont répartis dans la commune : centre équestre, gymnase Jacques-Brel, Gymnase Guy-Vergracht, Gymnase Jean-Moulin, stand de tir, piste de VTT-Trial, agrès sportifs.
Au niveau des équipements privés, le parc de loisirs de la Forêt possède un bowling avec salle de jeux, une structure d'escalade indoor, une piste de karting indoor, des courts de tennis/squashpark/badminton, une salle de fitness, un laser-game, un parc d'attraction couvert pour enfants, un mini-golf et un parcours d'accrobranche.
Le stade d'athlétisme Colette-Besson a été inauguré en 1989 par la championne en compagnie du maire Michel Guérin. Elle y est revenue en 2004 pour l'inauguration des vestiaires-tribunes conçus par les architectes Poivet et Chameau ; le club d'athlétisme de l'association sportive Fleury-les-Aubrais - Saran  (Asfas)  devenu SARAN LOIRET ATHLETIC CLUB  ( Slac) s'y entraîne régulièrement ;
Le dojo a été inauguré par Marie-George Buffet, alors ministre des sports, en 1999 ;
Le parc municipal des sports Roland-Bartin a été inauguré le 15 septembre 2007 par Roger Bambuck ancien athlète et ancien ministre des sports ;

### Enseignement
La commune possède 4 écoles maternelles (le Bourg, le Chêne-Maillard, les Sablonnières, Marcel-Pagnol) et 3 écoles élémentaires (le Bourg, le Chêne-Maillard, les Sablonnières).
Une partie des élèves du premier degré sont scolarisés à l'école intercommunale des Aydes située sur la commune d'Orléans.
Un nouveau groupe scolaire verra le jour pour la rentrée scolaire 2025. Le groupe scolaire des Parrières, situé à proximité de la crèche municipale et de la cuisine centrale (10 classes prévues).

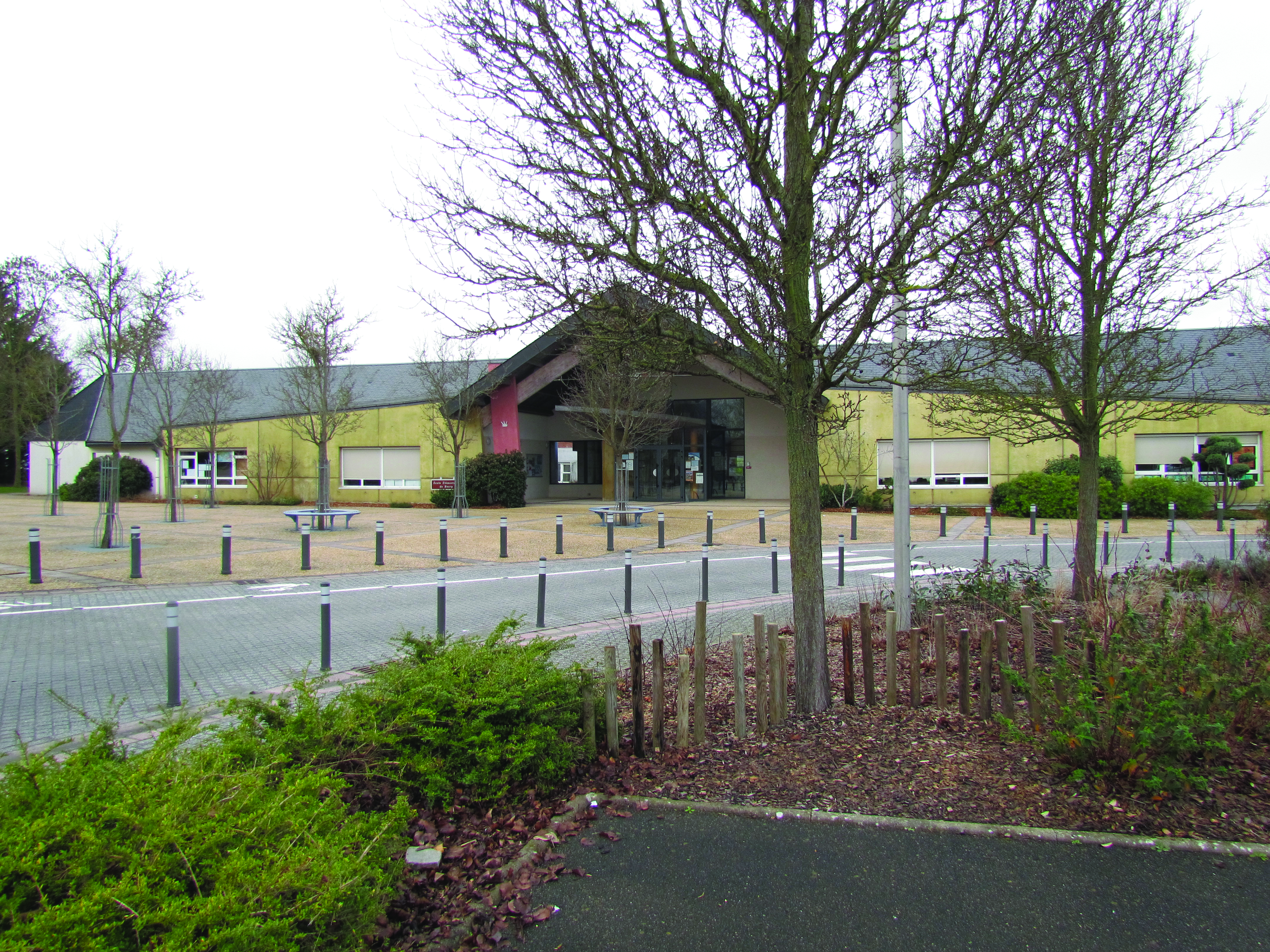
École élémentaire du Bourg
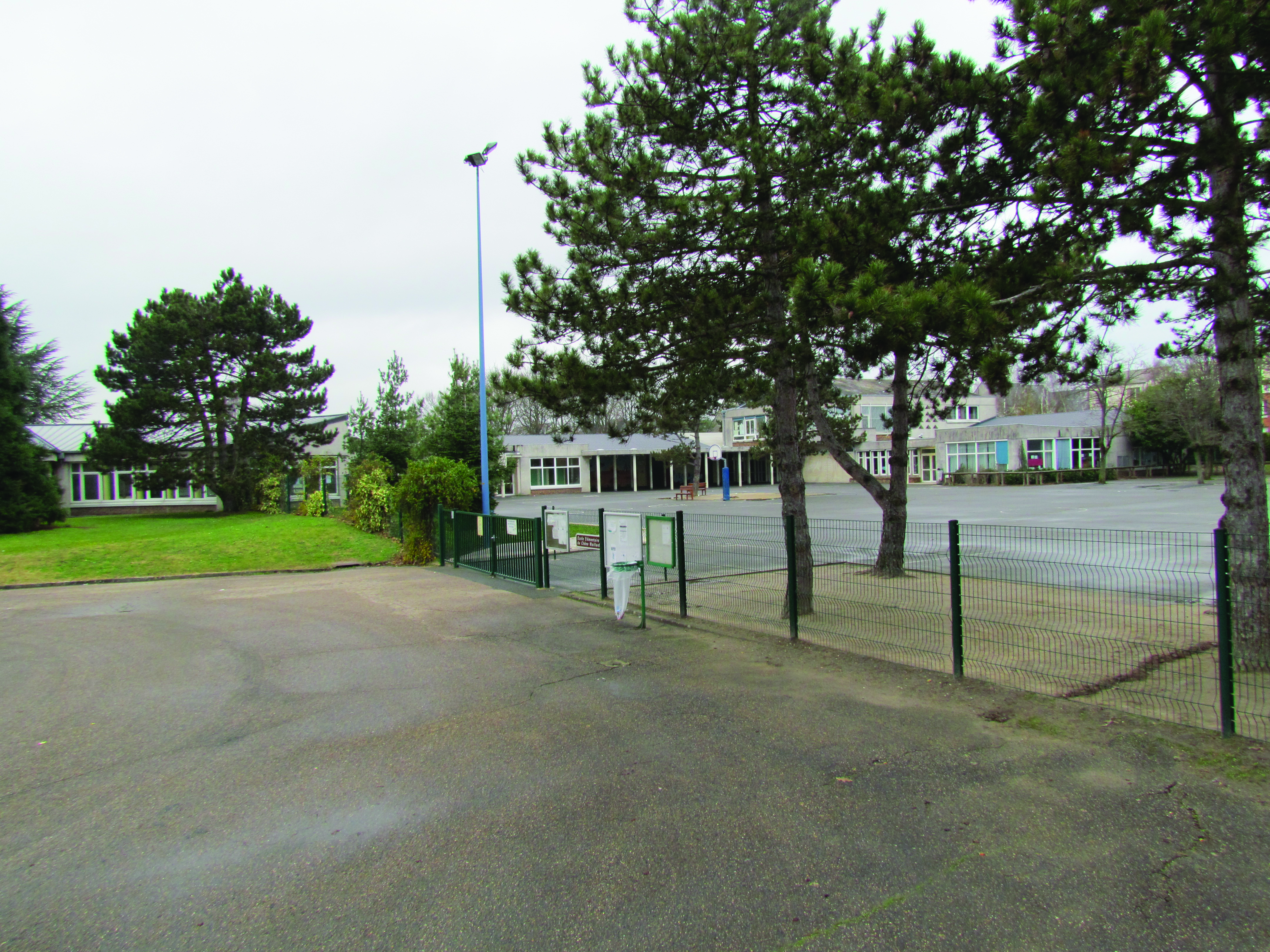
École élémentaire du Chêne Maillard
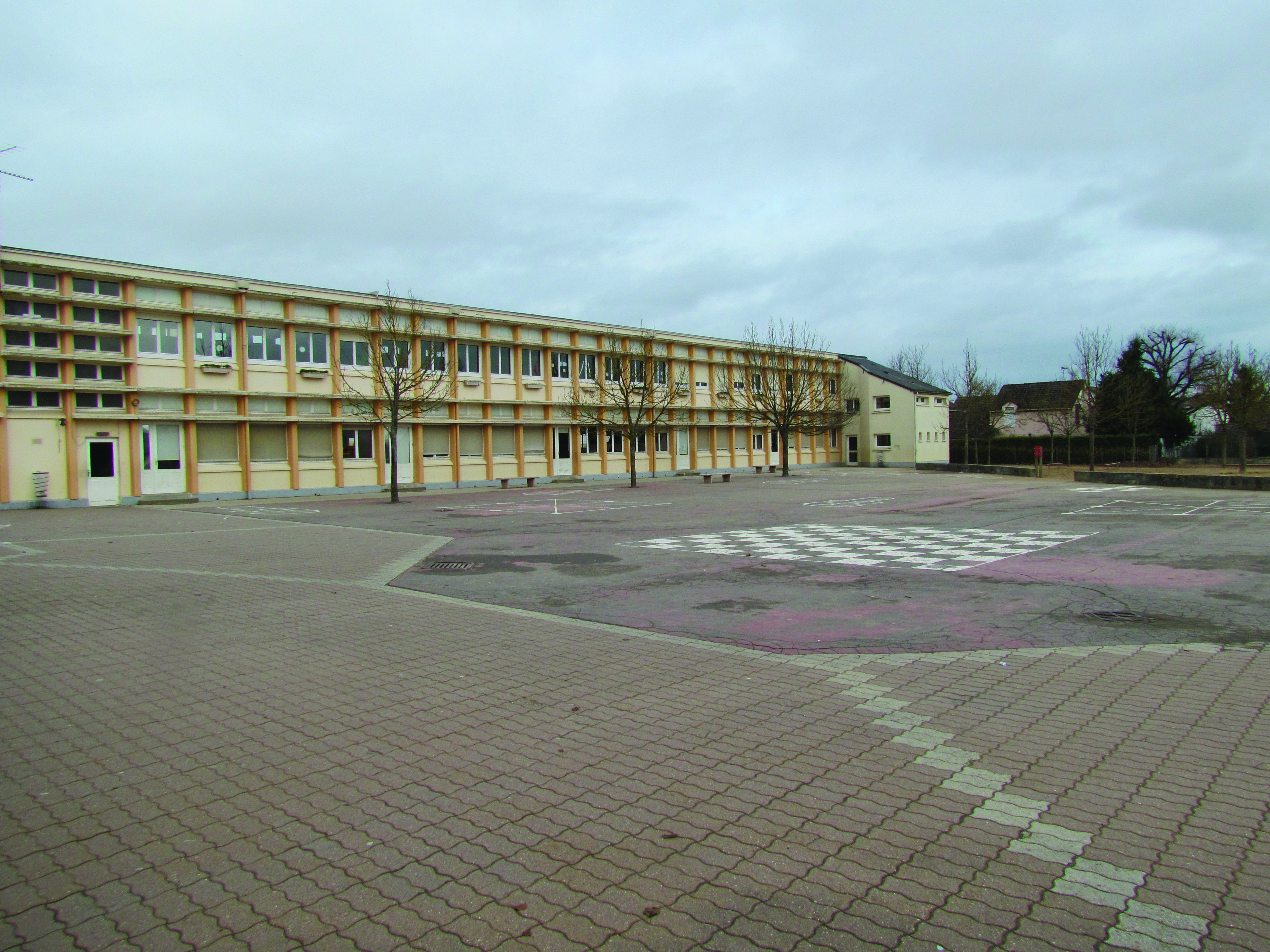
École élémentaire des Sablonnières

Au niveau du second degré, seul le Collège Montjoie est situé sur la commune. Une partie des collégiens est rattachée au Collège Jean-Pelletier sur la commune d'Orléans. Les lycéens sont eux orientés vers le Lycée Maurice-Genevoix à Ingré, et les Lycées Pothier et Benjamin-Franklin à Orléans.

### Gestion des déchets

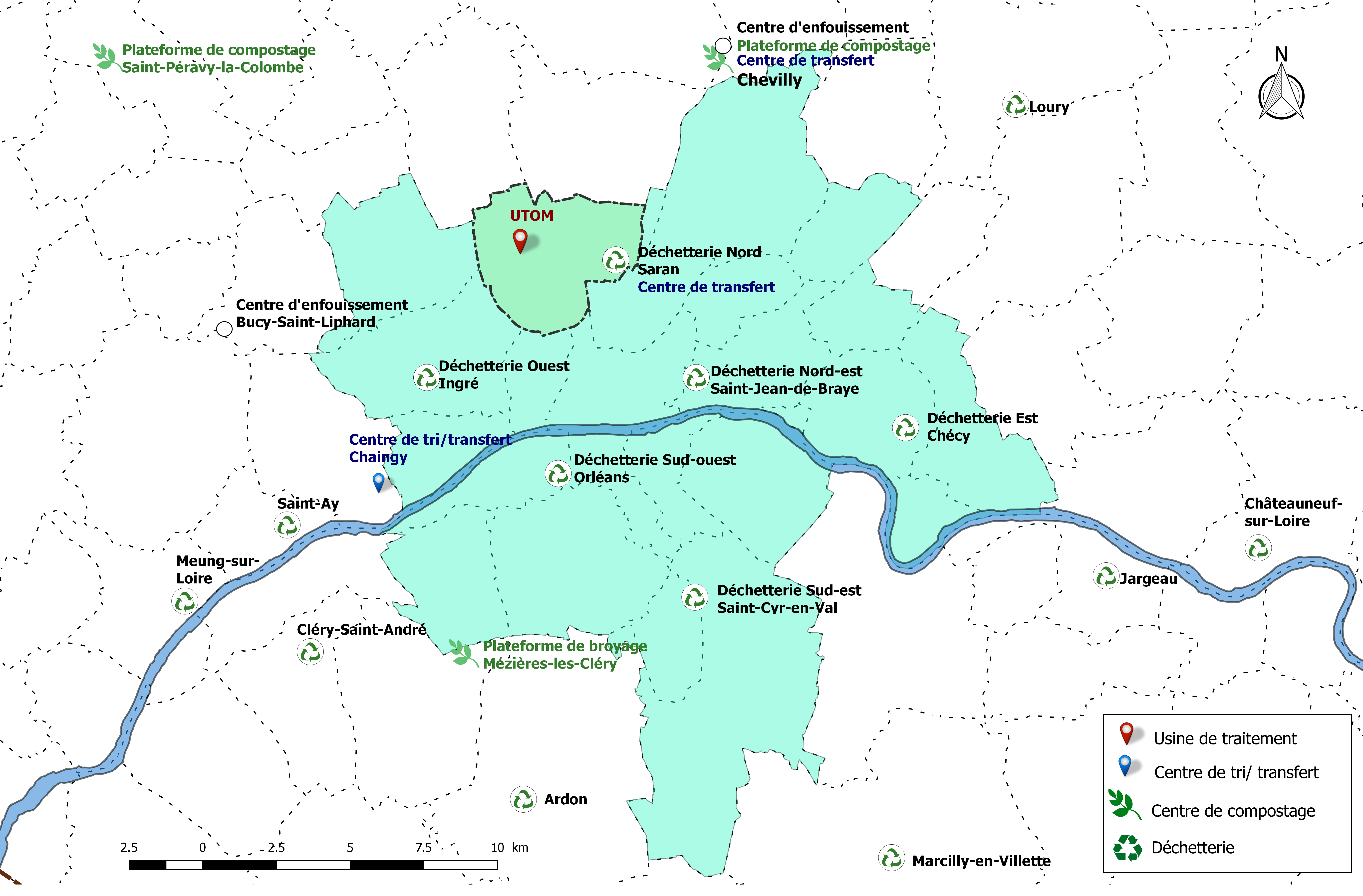
Sites de collecte, de traitement et de valorisation des déchets de la communauté urbaine d'Orléans Métropole, avec localisation de la commune de Saran.

La collecte, le traitement et la valorisation des déchets est une compétence exclusive de la communauté urbaine Orléans Métropole depuis 2000 (l'intercommunalité était alors communauté de communes). La collecte des déchets ménagers (résiduels et multimatériaux) est effectuée en porte-à-porte sur toutes les communes de la communauté urbaine. Un réseau de six déchèteries accueille les encombrants et autres déchets spécifiques (déchets verts, déchets dangereux, gravats, cartons…).
Une unité de traitement permettant la valorisation énergétique (l’incinération des déchets ménagers résiduels) et la valorisation matière des autres déchets (corps creux, corps plats et multimatériaux) est en service sur la commune de Saran depuis 1996. Elle est exploitée par la société ORVADE, filiale du groupe Veolia.

### Gestion de l'eau

#### Eau potable
Le service public d’eau potable est une compétence obligatoire des communes depuis  l’adoption de la loi du 30 décembre 2006 sur l’eau et les milieux aquatiques. La commune a assuré depuis 1947 jusqu'au 1er janvier 2017, la production et la distribution de l'eau potable sur le territoire communal. La gestion de l’eau étant une compétence obligatoire des communautés urbaines et des métropoles, la communauté urbaine Orléans Métropole s'est substituée à la commune pour la mise en œuvre du service public d'eau potable lors de la transformation de la communauté d'agglomération Val de Loire en communauté urbaine le 1er janvier 2017, puis c'est la métropole Orléans Métropole qui a pris cette compétence le 1er mai 2017.
La ville de Saran était alimentée en eau potable jusqu'en 2016 par quatre forages pompant l'eau dans la nappe souterraine des calcaires de Beauce : le forage de la Tête Noire, mis en service en 1947, le forage de Villamblain, mis en service en 1965, le forage des Bruères (Rue des Bavernes), mis en service en 1972 et le forage de La Tuilerie, mis en service en 1997. Toutefois du fait de l'augmentation des nitrates dans l'eau captée, la ville a décidé de diversifier son approvisionnement en creusant deux nouveaux forages, l'un à la Tuilerie à Saran, l'autre dans la forêt d'Orléans à Chanteau. Un nouveau château d'eau a été construit dans le parc de loisirs de la Forêt de Saran ainsi qu'une station de mélange et de traitement des eaux provenant de ces deux captages. La mise en service de ce nouveau système d'alimentation en eau potable a été lancée en 2016. Les forages des Bruères, de la Tête noire et de Villamblain devaient être déconnectés du réseau, abandonnés et comblés dans un délai de 1 an à compter de la mise en service de la station de traitement de la rue de la Tuilerie selon les prescriptions de la Mission interservice de l'eau du Loiret.

#### Eaux usées
La compétence assainissement, qui recouvre obligatoirement la collecte, le transport et l’épuration des eaux usées, l’élimination des boues produites, ainsi que le contrôle des raccordements aux réseaux publics de collecte, est assurée  depuis le 1er janvier 2002 par la Communauté de l'Agglomération Orléans Val de Loire, puis le 1er janvier 2017 par la communauté urbaine et enfin depuis le 1er mai 2017 par Orléans Métropole.
Depuis le 1er mai 2016, Orléans Métropole exploite en régie directe les réseaux et ouvrages d'assainissement de 10 communes du territoire métropolitain, dont Saran, et d'une partie d'Orléans. Le réseau comprend, en 2015, un réseau unitaire (eaux usées + eaux pluviales) de 39 206 ml, un réseau séparatif eaux usées de 35 003 ml et un réseau d'eaux pluviales de 34 495 ml. Sur la commune, on  compte 18 stations de relevage pour les eaux usées et 4 pour les eaux pluviales. Ces stations peuvent contenir de une à quatre pompes  dont les puissances peuvent varier de 1,3 kW à 140 kW (soit de 3 l/s à 450 l/s).
Un zonage d'assainissement, qui délimite les zones d'assainissement collectif, les zones d'assainissement non collectif et le zonage pluvial a été réalisé par l’AgglO et a été approuvé par  délibération du  conseil de communauté du 15 avril 2004.
La commune est raccordée à la station d'épuration de La Chapelle-Saint-Mesmin. Cet équipement, dont la capacité est de 350 000 EH, le plus important sur le territoire d'Orléans Métropole, a été mis en service le 1er juin 1997 et son exploitation est assurée depuis mai 2016 par Véolia.

### Autres services
La commune accueille plusieurs services publics sur son territoire :
- Le centre pénitentiaire d'Orléans-Saran
- La direction générale de la Sécurité extérieure (DGSE) dans le camp de Cercottes[83]
- La Compagnie républicaine de sécurité (CRS) 51
- L'Ehpad et Unité de soins de longue durée « Le Bois Fleuri » du centre hospitalier régional d'Orléans
- L'antenne locale de la caisse primaire d'assurance maladie
- Le bureau principal des Douanes du Centre
- La gendarmerie autoroutière

La commune propose des jardins familiaux aux habitants ne bénéficiant pas de terrains (les résidents en appartement essentiellement) afin de permettre à chacun de cultiver son propre potager.

## Population et société

### Démographie
L'évolution du nombre d'habitants est connue à travers les recensements de la population effectués dans la commune depuis 1793. Pour les communes de plus de 10 000 habitants les recensements ont lieu chaque année à la suite d'une enquête par sondage auprès d'un échantillon d'adresses représentant 8 % de leurs logements, contrairement aux autres communes qui ont un recensement réel tous les cinq ans,.
En 2022, la commune comptait 16 866 habitants, en évolution de +2,97 % par rapport à 2016 (Loiret : +1,89 %, France hors Mayotte : +2,11 %).
| 1793  | 1800  | 1806  | 1821  | 1831  | 1836  | 1841  | 1846  | 1851  |
| ----- | ----- | ----- | ----- | ----- | ----- | ----- | ----- | ----- |
| 1 141 | 1 239 | 1 225 | 1 174 | 1 215 | 1 206 | 1 121 | 1 163 | 1 179 |

| 1856  | 1861  | 1866  | 1872  | 1876  | 1881  | 1886  | 1891  | 1896  |
| ----- | ----- | ----- | ----- | ----- | ----- | ----- | ----- | ----- |
| 1 181 | 1 182 | 1 210 | 1 235 | 1 303 | 1 369 | 1 349 | 1 426 | 1 337 |

| 1901  | 1906  | 1911  | 1921  | 1926  | 1931  | 1936  | 1946  | 1954  |
| ----- | ----- | ----- | ----- | ----- | ----- | ----- | ----- | ----- |
| 1 379 | 1 337 | 1 412 | 1 421 | 1 628 | 1 752 | 1 853 | 2 094 | 2 450 |

| 1962  | 1968  | 1975  | 1982   | 1990   | 1999   | 2006   | 2011   | 2016   |
| ----- | ----- | ----- | ------ | ------ | ------ | ------ | ------ | ------ |
| 4 386 | 5 749 | 8 757 | 10 104 | 13 436 | 14 797 | 15 543 | 15 200 | 16 379 |

| 2021   | 2022   | - | - | - | - | - | - | - |
| ------ | ------ | - | - | - | - | - | - | - |
| 16 679 | 16 866 | - | - | - | - | - | - | - |

### Manifestations et festivités
La commune organise plusieurs animations culturelles dans l'année. De plus, elle appuie les initiatives des associations (diverses compétitions grand public organisées par des clubs sportifs, vide-greniers, fête du vin doux…).
Sauf cas exceptionnel, la commune organise tous les ans une grande manifestation courant mai-juin avec un roulement sur 3 types d'événements :
- Les Rencontres Saranaises : week-end festif regroupant les associations, les services municipaux et les entreprises de Saran
- La Fête de l'Enfance et de la Jeunesse : journée festive à destination des jeunes
- Le Festival Théâtre sur l'Herbe : week-end tourné vers les arts de rue et spectacles vivants

### Vie sportive
L'activité associative sportive s'est bien développée avec près de 40 clubs. Beaucoup d'entre eux sont regroupés au sein de 2 associations : l'Union sportive municipale (USM) ou l'Association sportive Fleury-les-Aubrais Saran (Asfas).
De plus, depuis la saison 2016/2017 le club du Saran Loiret Handball évolue en deuxième division du championnat de France de handball masculin, et atteint en 2021 la première division du championnat en remportant la saison 2020/2021 de Proligue.

### Culture

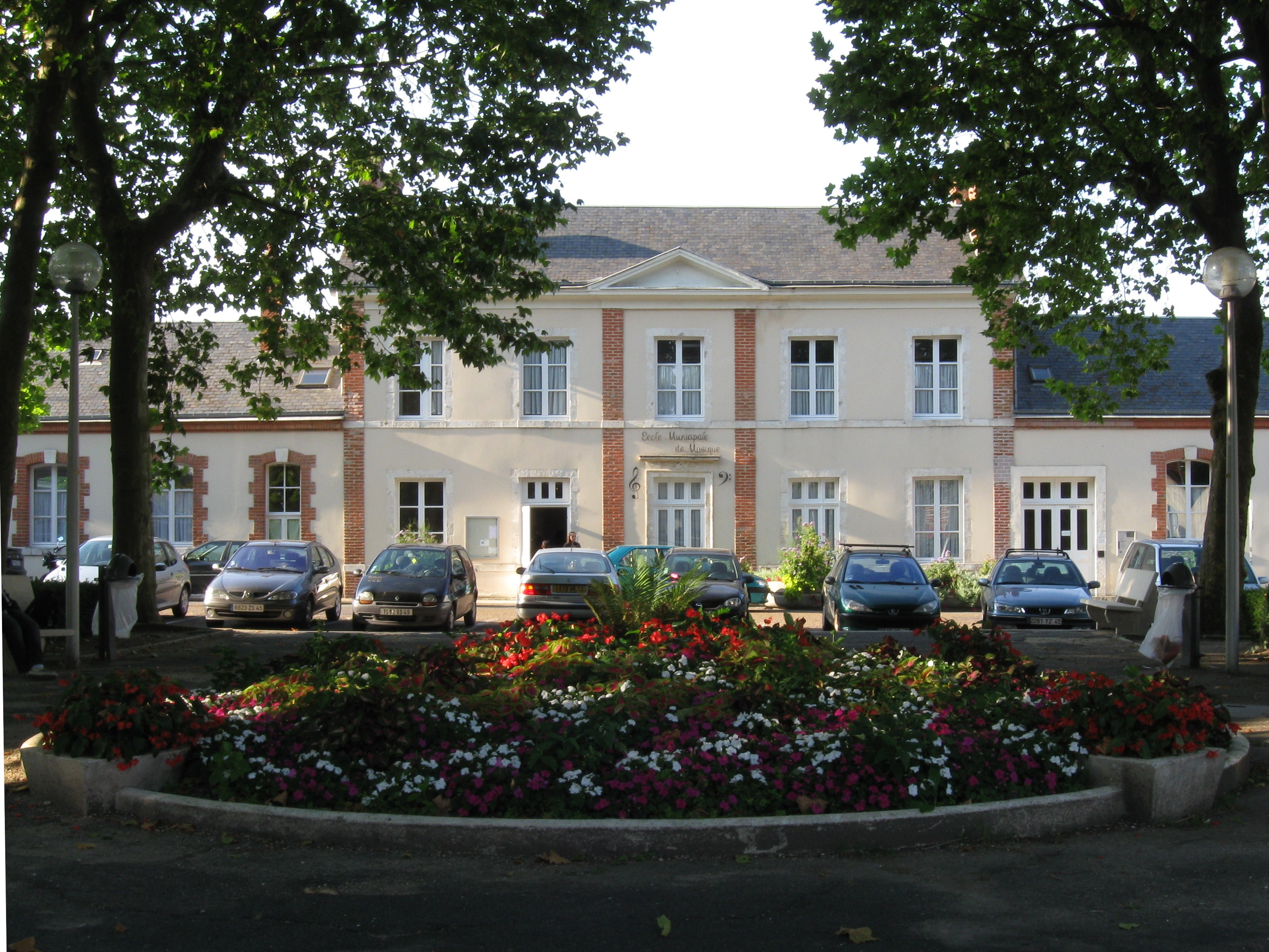
L'école de musique.

Au niveau culturel, la commune propose une galerie d'exposition située dans le parc du Château de l'Étang, une médiathèque, une école de musique et de danse, un théâtre.
Le théâtre municipal accueille la programmation culturelle de la mairie ainsi que celle de la compagnie Théâtre de la Tête Noire.
Un complexe de cinéma s'est ouvert sur la commune en 2008 avec 10 salles (dont une salle IMAX Laser).

### Médias
La République du Centre, quotidien local avait son siège social à Saran avant son déménagement en 2016 à Orléans.

### Cultes
- Catholique : Église Saint-Martin

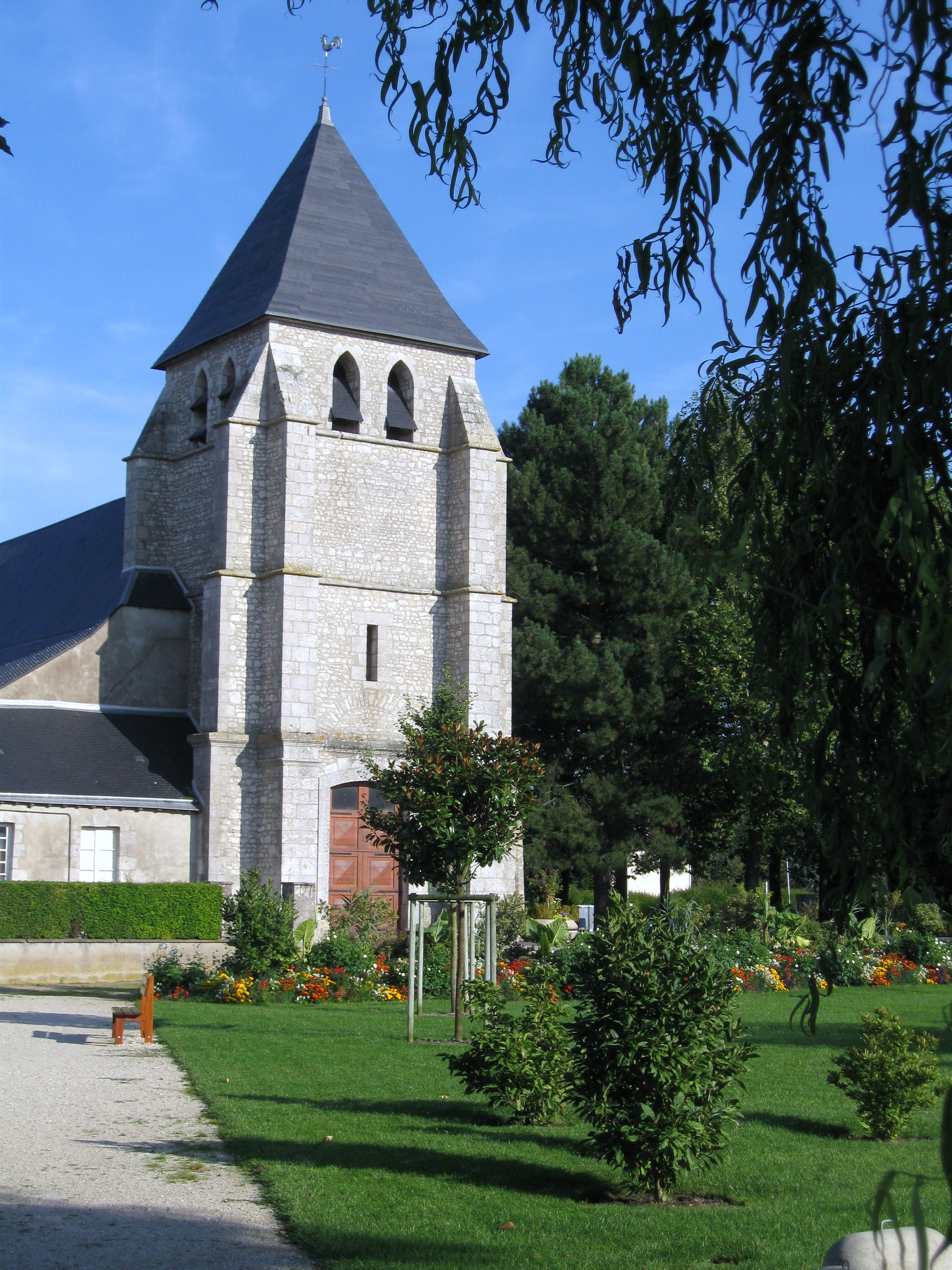
L'église Saint-Martin.

- Protestant : Église évangélique du Christ Vivant

## Économie

### Emploi
En 2012, la population âgée de 15 à 64 ans s'élevait à 9 684 personnes, parmi lesquelles on comptait 73,9 % d'actifs dont 64,9 % ayant un emploi et 9,1 % de chômeurs.
On comptait 11 247 emplois dans la zone d'emploi, contre 10 346 en 1997. Le nombre d'actifs ayant un emploi résidant dans la zone d'emploi étant de 6 318, l'indicateur de concentration d'emploi est de 178 %.

### Entreprises et commerces
Au 31 décembre 2013, Saran comptait 1 262 établissements : 8 dans l’agriculture-sylviculture-pêche, 59 dans l'industrie, 132 dans la construction, 881 dans le commerce-transports-services divers et 182 étaient relatifs au secteur administratif.
En 2014, 120 entreprises ont été créées à Saran, dont 81 par des autoentrepreneurs.

#### Agriculture

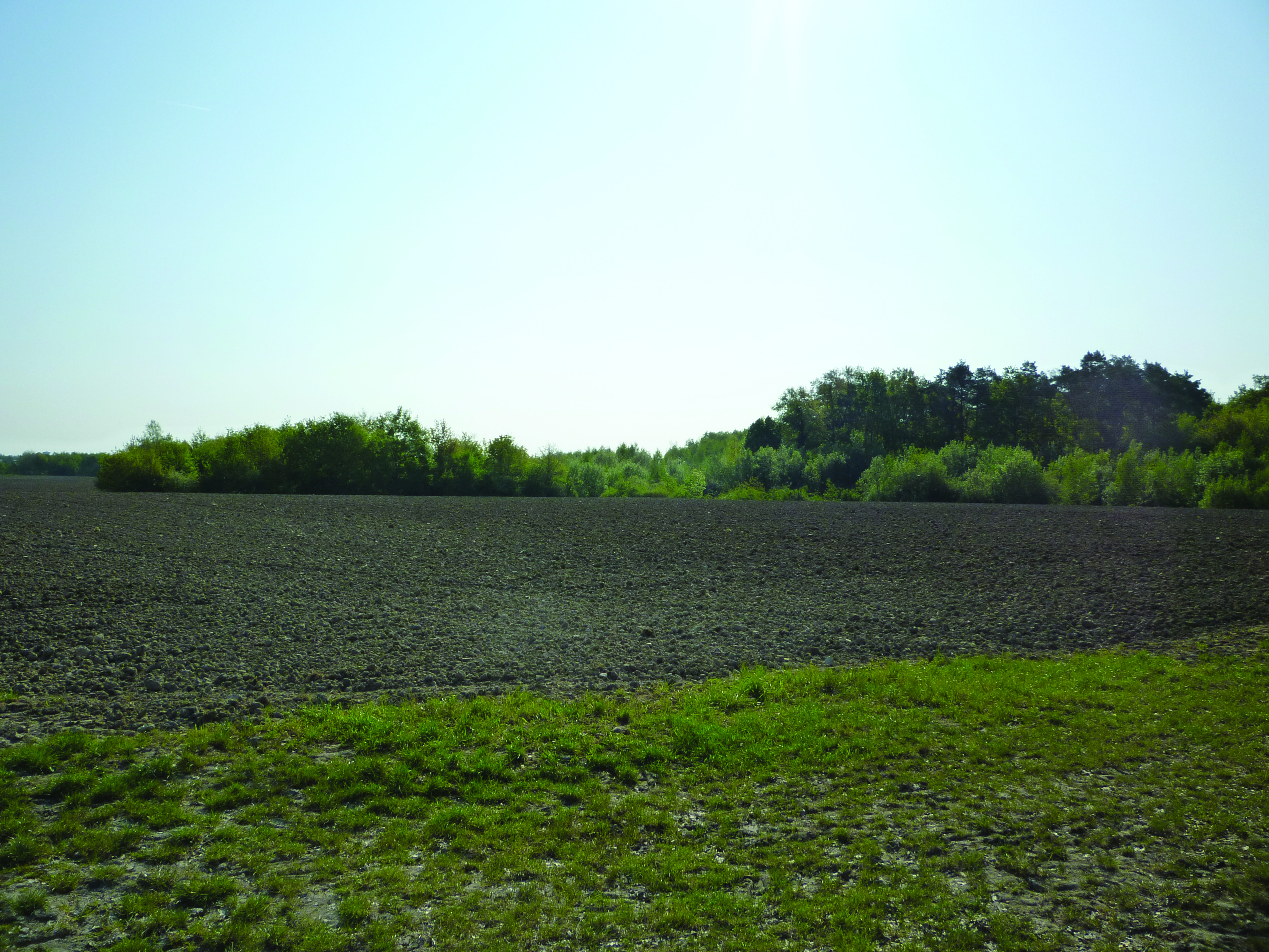
Des champs sont encore cultivés à l'Ouest de la commune dans la zone naturelle et agricole de la Fassière (ferme des Brosses)

La commune ne compte que 8 exploitants agricoles. Afin d'éviter l'expansion urbaine sur les surfaces agricoles, la commune protège les secteurs Nord-Ouest, Fassière et Sud-Ouest de l'urbanisation dans le PLU. De plus, dans l'objectif de développer une agriculture biologique sur la commune, pour protéger les sols des excès de pesticides notamment, le conseil municipal a voté en 2015 une exonération de la taxe foncière sur les propriétés non-bâties des terrains agricoles exploités selon le mode de production biologique pendant 5 ans.
En 2016, la commune a demandé au Préfet la création d'une Zone agricole protégée (ZAP) représentant environ 10 % du territoire de la commune.

#### Artisanat et industrie
La commune dispose d'une des plus grandes zones d'activités du département (Pôle 45) à proximité du péage autoroutier dans l'Ouest de son territoire. Cette zone est à cheval sur les communes de Saran, Ormes et Ingré. On y trouve essentiellement des activités de logistiques et de transports (Amazon, Deret, Orléans Transports, Geodis Calberson, Transports Robinet) mais également des entreprises de chimie fine de la Cosmetic Valley (Sephora).
Saran accueille en 2007 le premier centre de distribution d'Amazon de France. Le bâtiment de 70 000 m²  a été inauguré par le PDG d'Amazon, Jeff Bezos, pendant sa visite en France en 2007.
Dans Pôle 45, la commune héberge dans le secteur des Sables de Sary des entreprises artisanales ou de service. L'extension de Pôle 45 est prévue rue de Motte-Pétrée avec une nouvelle zone artisanale.
Dans la partie Est de Saran, on trouve la zone d'activité de Montaran. L'entreprise John Deere y est implantée.

#### Commerces et activités de service

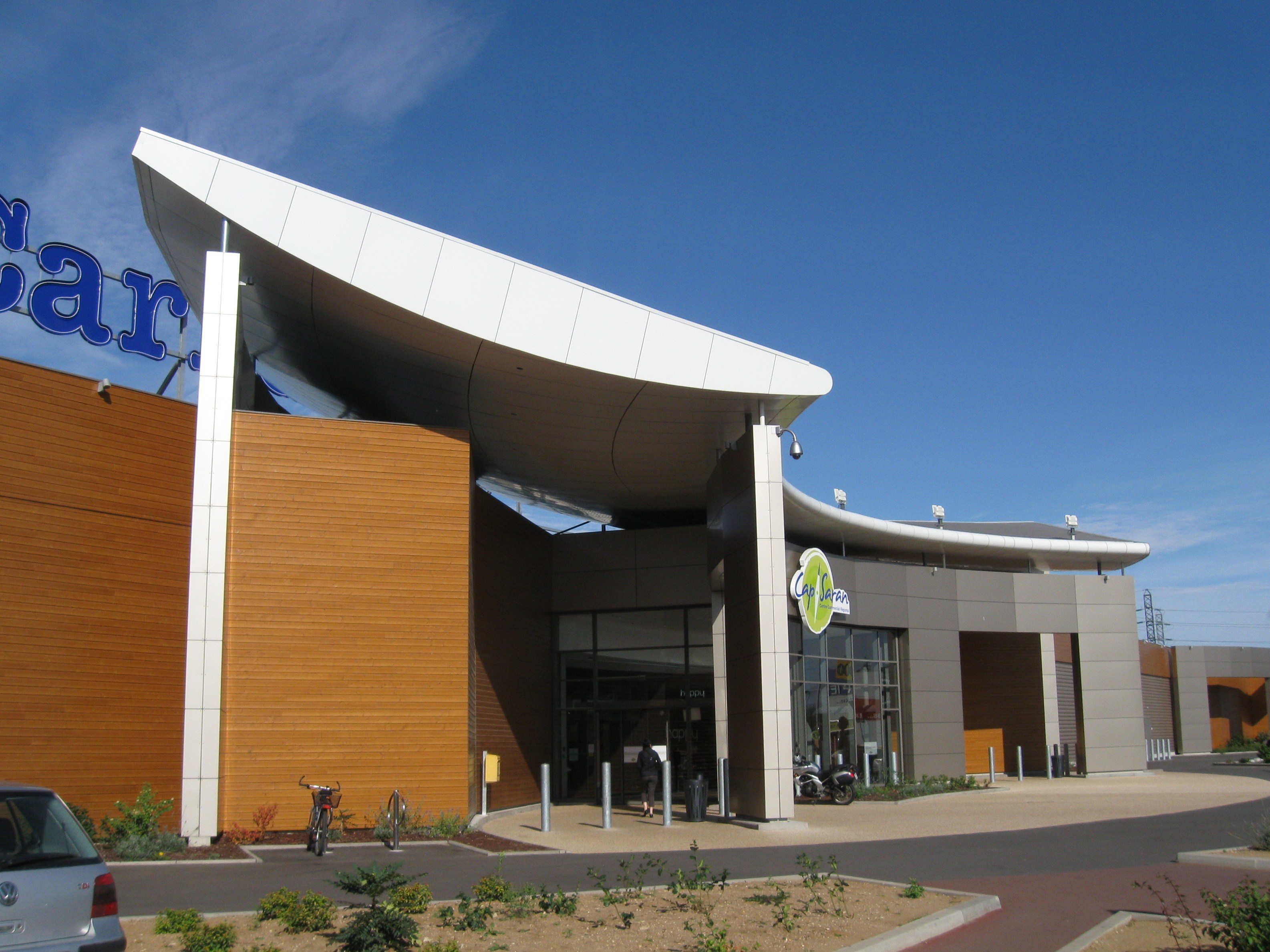
Le centre commercial Cap Saran.

Les secteurs commerciaux les plus importants sont situés le long de la D 2020 jusqu'à l'extrémité Nord de la commune ou on trouve le centre commercial Saran Nord (les Cent Arpents et Cap Saran). Un pôle loisirs s'est développé autour du complexe cinématographique avec de nombreux restaurants. Un parc de loisirs existe également au nord de la commune.
Les quartiers possèdent des équipements commerciaux de proximité :
- Intermarché et sa Galerie marchande pour le Vilpot/Sablonnières
- Commerces de proximité au Chêne-Maillard, avenue des Champs-Gareaux
- Commerces de proximité au Faubourg-Bannier à cheval sur Fleury-les-Aubrais et Orléans
- Commerces de proximité du Bourg

La commune accueille également de grandes entreprises du secteur tertiaire : GMF, BNP, Humanis

## Culture locale et patrimoine

### Lieux et monuments

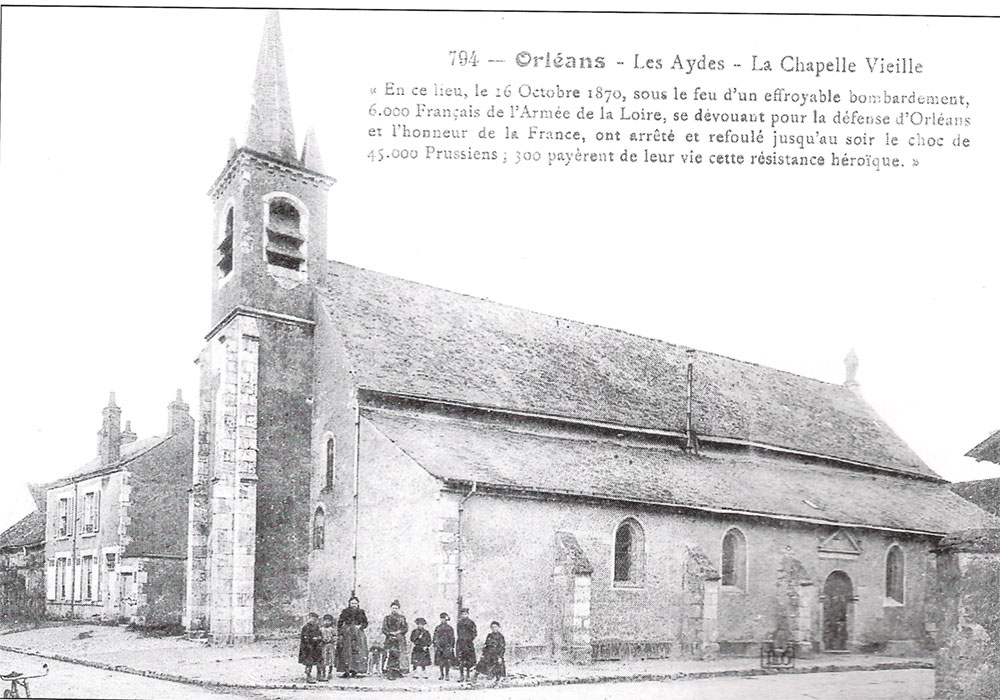
La Chapelle Vieille, actuel théâtre de la Tête Noire.

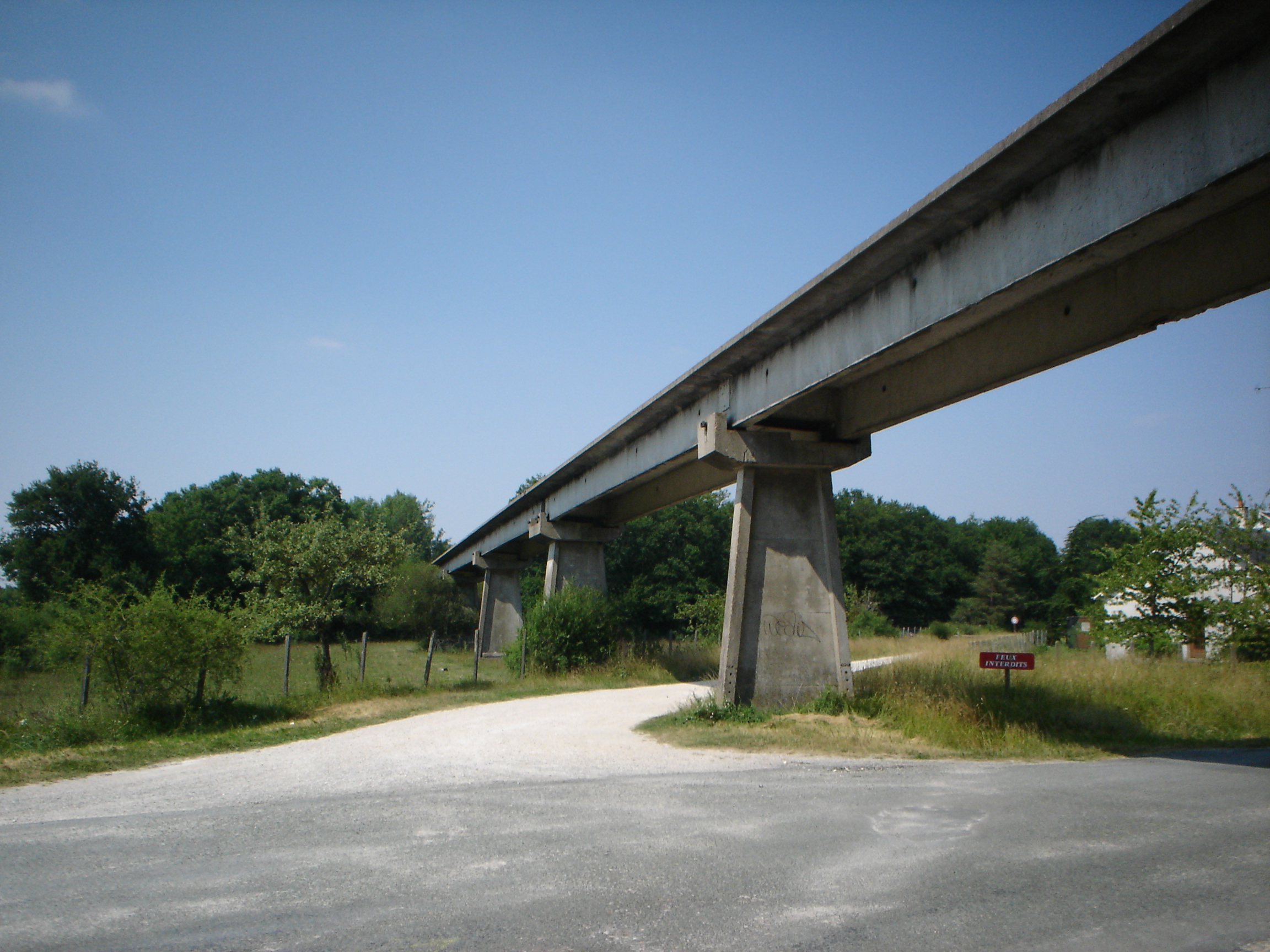
Rail en béton de l'aérotrain.

- Château de l'Étang, qui abrite une salle d'expositions ;
- Église Saint-Martin du XVIe siècle ;
- Chapelle Vieille des Aydes XVIe et XVIIe siècles, rénovée au XIXe siècle, abritant le Théâtre de la Tête Noire, crée en 1985.
- Viaduc de l'aérotrain ;
- Atelier typographique « Le Cassetin ».
- La Médecinerie, site archéologique mis au jour au cours de travaux de terrassement du lac qui permirent de découvrir plusieurs fours de potiers, des débris de poteries et objets en fer d’époque gallo-romaine/médiévale, lieu où les moines préparaient les plantes médicinales.

### Personnalités liées à la commune
- André Lavrat (1921-2010) et son fils François Lavrat, sculpteurs ;
- Guillaume Dietrich, champion de France Superbike, vainqueur des 24 heures du Mans moto 2007.
- Fabien Lefèvre, médaille d'argent aux Jeux olympiques de Pékin en 2008, a été licencié pendant plusieurs années de l'USM Saran Canoë-Kayak
- Marie-Noëlle Jacquet, 3e cross court au championnat de France en 2000 puis 1re en 2007 et 2009. Anciennement licenciée à l'Asfas Athlétisme.
- Ridsa, chanteur qui a joué en amateur à l'USM Saran Football pendant plusieurs années[98].
- Bruno Pradal, acteur, y est décédé sur l'Autoroute A10.

### Saran dans l'art
Quelques scènes du  film police python 357 ont été tournés à Saran.
Plusieurs scènes du film Parlez-moi de vous sortie en 2012, y ont été tournées.